# Llista de persones relacionades amb els Tres Regnes
La llista de persones relacionades amb els Tres Regnes inclou personatges del període o era dels Tres Regnes de la història xinesa. Constituïren la base del que sol denominar-se "Matèria dels Tres Regnes", un tema recurrent pel folklore xinès. El principal treball en la "Matèria dels Tres Regnes" és el Romanç dels Tres Regnes.

## Dinastia Cao Weii associats de Cao Cao
| Fundador | Funcionaris civils i assessors | Oficials militars, generals de l'exèrcit i comandants |
| --- | --- | --- |
| - Cao Cao 曹操 | - Bao Xin 鲍信 - Bao Xun 鮑勛 - Bi Gui 畢軌 - Cao Xi 曹羲 - Chen Gong 陳宮 - Chen Jiao 陳轎 - Chen Lin 陳琳 - Chen Qun 陳群 - Cheng Wu 程武 - Cheng Yu 程昱 - Cui Yan 崔琰 - Ding Yi 丁儀 - Dong Zhao 董昭 - Fu Jia 傅嘏 - Gao Rou 高柔 - Gao Tanglong 高堂隆 - Guanqiu Xiu 毌丘秀 - Guanqiu Xun 毌丘旬 - Guo Jia 郭嘉 - Guo Yi 郭奕 - Han Fu 韓馥 - Han Hao 韓浩 - Hu Zhi 胡質 - Hua Xin 華歆 - Huan Fan 桓範 - Huan Jie 桓階 - Jia Chong 賈充 - Jia Kui 賈逵 - Jia Xu 賈詡 - Jiang Gan 蔣幹 - Jiang Ji 蔣濟 - Kong Rong 孔融 - Li Feng 李豐 - Li Fu 李孚 - Liang Xi 梁習 - Liu Cong 劉琮 - Liu Dai 劉岱 - Liu Fu 劉馥 - Liu Shao 劉劭 - Liu Xun 劉勛 - Liu Ye 劉曄 - Lou Gui 婁圭 - Mao Jie 毛玠 - Pei Xiu 裴秀 - Shao Ti 邵悌 - Sima Fu 司馬孚 - Sima Lang 司馬朗 - Sima Wang 司馬望 - Sima You 司馬攸 - Sima Zhao 司馬昭 - Sima Zhou 司馬伷 - Tian Chou 田疇 - Tian Yu 田豫 - Wang Can 王粲 - Wang Jing 王經 - Wang Lang 王朗 - Wang Ling 王凌 - Wang Rong 王戎 - Wang Su 王肅 - Wang Tao 王韜 - Wang Ye 王業 - Wang Xiang 王祥 - Wang Xiu 王修 - Wang Xu 王旭 - Wei Guan 衛瓘 - Wen Hui 溫恢 - Wu Gang 吳綱 - Wu Zhi 吳質 - Xi Zhicai 戲志才 - Xin Pi 辛毗 - Xin Xianying 辛憲英 - Xiahou Xuan 夏侯玄 - Xu Miao 徐邈 - Xu Shu 徐庶 - Xun Chen 荀諶 - Xun You 荀攸 - Xun Yu 荀彧 - Xun Yi 荀頤 - Yan Rou 閻柔 - Yang Fu 楊阜 - Yang Xiu 楊修 - Yin Shang 尹賞 - Yuan Huan 袁渙 - Zhang Ji 張緝 - Zhang Ji 張既 - Zhang Lu 張魯 - Zhang Miao 張邈 - Zhong Yao 鍾繇 | - Cai Zhong 蔡中 - Cai Yang 蔡阳 - Cai Mao 蔡瑁 - Cao Chun 曹純 - Cao Hong 曹洪 - Cao Ren 曹仁 - Cao Shuang 曹爽 - Cao Xiu 曹休 - Cao Xun 曹訓 - Cao Zhang 曹彰 - Cao Zhen 曹真 - Che Zhou 車胄 - Chen Qian 陳騫 - Chen Tai 陳泰 - Cheng Gongying 成公英 - Dai Ling 戴陵 - Deng Ai 鄧艾 - Deng Zhong 鄧忠 - Dian Man 典滿 - Dian Wei 典韋 - Fei Yao 費耀 - Gao Gan 高幹 - Gao Lan 高覽 - Guo Yuan 國淵 - Guanqiu Jian 毌丘儉 - Guo Huai 郭淮 - Han Sui 韓遂 - Hao Zhao 郝昭 - He Yan 何晏 - Hou Xuan 侯選 - Hu Fen 胡奮 - Hu Lie 胡烈 - Hu Zun 胡遵 - Huang Quan 黃權 - Jiang Ban 蔣班 - Jiang Shu 蔣舒 - Jiang Wei 姜維 - Jiao Chu 焦觸 - Kong Xiu 孔秀 - Li Dian 李典 - Li Tong 李通 - Liang Xu 梁緒 - Lü Kuang 呂曠 - Lü Qian 呂虔 - Lü Xiang 呂翔 - Luo Xian 羅憲 - Ma Zun 馬遵 - Man Chong 滿寵 - Meng Da 孟達 - Niu Jin 牛金 - Pang De 龐德 - Pang Hui 龐會 - Qin Lang 秦朗 - Qiu Ben 丘本 - Qiu Jian 丘建 - Shi Bao 石苞 - Shi Cuan 師篡 - Sima Shi 司馬師 - Sima Yi 司馬懿 - Song Xian 宋憲 - Sun Guan 孫觀 - Sun Li 孫禮 - Tang Zi 唐咨 - Wang Hun 王渾 - Wang Ji 王基 - Wang Ping 王平 - Wang Qi 王頎 - Wang Shuang 王雙 - Wang Zhong 王忠 - Wei Xu 魏續 - Wen Hu 文虎 - Wen Pin 文聘 - Wen Qin 文欽 - Wen Yang 文鴦 - Xiahou Ba 夏侯霸 - Xiahou De 夏侯德 - Xiahou Dun 夏侯惇 - Xiahou He 夏侯和 - Xiahou Hui 夏侯惠 - Xiahou Mao 夏侯楙 - Xiahou Shang 夏侯尚 - Xiahou Wei 夏侯威 - Xiahou Yuan 夏侯淵 - Xu Chu 許褚 - Xu Huang 徐晃 - Xu Yi 許儀 - Xu Zhi 徐質 - Yan Xing 閻行 - Yang Qiu 楊秋 - Yang Xin 楊欣 - Yin Damu 尹大目 - Yu Jin 于禁 - Yue Jin 樂進 - Yue Lin 樂綝 - Zang Ba 臧霸 - Zhang He 張郃 - Zhang Hu 張虎 - Zhang Liao 張遼 - Zhang Te 張特 - Zhang Xun 張勛 - Zhang Yan 張燕 - Zhang Yun 張允 - Zhong Hui 鍾會 - Zhuge Dan 諸葛誕 - Zhuge Xu 諸葛緒 - Zhu Ling 朱靈 |
| Emperadors | - Bao Xin 鲍信 - Bao Xun 鮑勛 - Bi Gui 畢軌 - Cao Xi 曹羲 - Chen Gong 陳宮 - Chen Jiao 陳轎 - Chen Lin 陳琳 - Chen Qun 陳群 - Cheng Wu 程武 - Cheng Yu 程昱 - Cui Yan 崔琰 - Ding Yi 丁儀 - Dong Zhao 董昭 - Fu Jia 傅嘏 - Gao Rou 高柔 - Gao Tanglong 高堂隆 - Guanqiu Xiu 毌丘秀 - Guanqiu Xun 毌丘旬 - Guo Jia 郭嘉 - Guo Yi 郭奕 - Han Fu 韓馥 - Han Hao 韓浩 - Hu Zhi 胡質 - Hua Xin 華歆 - Huan Fan 桓範 - Huan Jie 桓階 - Jia Chong 賈充 - Jia Kui 賈逵 - Jia Xu 賈詡 - Jiang Gan 蔣幹 - Jiang Ji 蔣濟 - Kong Rong 孔融 - Li Feng 李豐 - Li Fu 李孚 - Liang Xi 梁習 - Liu Cong 劉琮 - Liu Dai 劉岱 - Liu Fu 劉馥 - Liu Shao 劉劭 - Liu Xun 劉勛 - Liu Ye 劉曄 - Lou Gui 婁圭 - Mao Jie 毛玠 - Pei Xiu 裴秀 - Shao Ti 邵悌 - Sima Fu 司馬孚 - Sima Lang 司馬朗 - Sima Wang 司馬望 - Sima You 司馬攸 - Sima Zhao 司馬昭 - Sima Zhou 司馬伷 - Tian Chou 田疇 - Tian Yu 田豫 - Wang Can 王粲 - Wang Jing 王經 - Wang Lang 王朗 - Wang Ling 王凌 - Wang Rong 王戎 - Wang Su 王肅 - Wang Tao 王韜 - Wang Ye 王業 - Wang Xiang 王祥 - Wang Xiu 王修 - Wang Xu 王旭 - Wei Guan 衛瓘 - Wen Hui 溫恢 - Wu Gang 吳綱 - Wu Zhi 吳質 - Xi Zhicai 戲志才 - Xin Pi 辛毗 - Xin Xianying 辛憲英 - Xiahou Xuan 夏侯玄 - Xu Miao 徐邈 - Xu Shu 徐庶 - Xun Chen 荀諶 - Xun You 荀攸 - Xun Yu 荀彧 - Xun Yi 荀頤 - Yan Rou 閻柔 - Yang Fu 楊阜 - Yang Xiu 楊修 - Yin Shang 尹賞 - Yuan Huan 袁渙 - Zhang Ji 張緝 - Zhang Ji 張既 - Zhang Lu 張魯 - Zhang Miao 張邈 - Zhong Yao 鍾繇 | - Cai Zhong 蔡中 - Cai Yang 蔡阳 - Cai Mao 蔡瑁 - Cao Chun 曹純 - Cao Hong 曹洪 - Cao Ren 曹仁 - Cao Shuang 曹爽 - Cao Xiu 曹休 - Cao Xun 曹訓 - Cao Zhang 曹彰 - Cao Zhen 曹真 - Che Zhou 車胄 - Chen Qian 陳騫 - Chen Tai 陳泰 - Cheng Gongying 成公英 - Dai Ling 戴陵 - Deng Ai 鄧艾 - Deng Zhong 鄧忠 - Dian Man 典滿 - Dian Wei 典韋 - Fei Yao 費耀 - Gao Gan 高幹 - Gao Lan 高覽 - Guo Yuan 國淵 - Guanqiu Jian 毌丘儉 - Guo Huai 郭淮 - Han Sui 韓遂 - Hao Zhao 郝昭 - He Yan 何晏 - Hou Xuan 侯選 - Hu Fen 胡奮 - Hu Lie 胡烈 - Hu Zun 胡遵 - Huang Quan 黃權 - Jiang Ban 蔣班 - Jiang Shu 蔣舒 - Jiang Wei 姜維 - Jiao Chu 焦觸 - Kong Xiu 孔秀 - Li Dian 李典 - Li Tong 李通 - Liang Xu 梁緒 - Lü Kuang 呂曠 - Lü Qian 呂虔 - Lü Xiang 呂翔 - Luo Xian 羅憲 - Ma Zun 馬遵 - Man Chong 滿寵 - Meng Da 孟達 - Niu Jin 牛金 - Pang De 龐德 - Pang Hui 龐會 - Qin Lang 秦朗 - Qiu Ben 丘本 - Qiu Jian 丘建 - Shi Bao 石苞 - Shi Cuan 師篡 - Sima Shi 司馬師 - Sima Yi 司馬懿 - Song Xian 宋憲 - Sun Guan 孫觀 - Sun Li 孫禮 - Tang Zi 唐咨 - Wang Hun 王渾 - Wang Ji 王基 - Wang Ping 王平 - Wang Qi 王頎 - Wang Shuang 王雙 - Wang Zhong 王忠 - Wei Xu 魏續 - Wen Hu 文虎 - Wen Pin 文聘 - Wen Qin 文欽 - Wen Yang 文鴦 - Xiahou Ba 夏侯霸 - Xiahou De 夏侯德 - Xiahou Dun 夏侯惇 - Xiahou He 夏侯和 - Xiahou Hui 夏侯惠 - Xiahou Mao 夏侯楙 - Xiahou Shang 夏侯尚 - Xiahou Wei 夏侯威 - Xiahou Yuan 夏侯淵 - Xu Chu 許褚 - Xu Huang 徐晃 - Xu Yi 許儀 - Xu Zhi 徐質 - Yan Xing 閻行 - Yang Qiu 楊秋 - Yang Xin 楊欣 - Yin Damu 尹大目 - Yu Jin 于禁 - Yue Jin 樂進 - Yue Lin 樂綝 - Zang Ba 臧霸 - Zhang He 張郃 - Zhang Hu 張虎 - Zhang Liao 張遼 - Zhang Te 張特 - Zhang Xun 張勛 - Zhang Yan 張燕 - Zhang Yun 張允 - Zhong Hui 鍾會 - Zhuge Dan 諸葛誕 - Zhuge Xu 諸葛緒 - Zhu Ling 朱靈 |
| - Cao Pi 曹丕 - Cao Rui 曹睿 - Cao Fang 曹芳 - Cao Mao 曹髦 - Cao Huan 曹奐 | - Bao Xin 鲍信 - Bao Xun 鮑勛 - Bi Gui 畢軌 - Cao Xi 曹羲 - Chen Gong 陳宮 - Chen Jiao 陳轎 - Chen Lin 陳琳 - Chen Qun 陳群 - Cheng Wu 程武 - Cheng Yu 程昱 - Cui Yan 崔琰 - Ding Yi 丁儀 - Dong Zhao 董昭 - Fu Jia 傅嘏 - Gao Rou 高柔 - Gao Tanglong 高堂隆 - Guanqiu Xiu 毌丘秀 - Guanqiu Xun 毌丘旬 - Guo Jia 郭嘉 - Guo Yi 郭奕 - Han Fu 韓馥 - Han Hao 韓浩 - Hu Zhi 胡質 - Hua Xin 華歆 - Huan Fan 桓範 - Huan Jie 桓階 - Jia Chong 賈充 - Jia Kui 賈逵 - Jia Xu 賈詡 - Jiang Gan 蔣幹 - Jiang Ji 蔣濟 - Kong Rong 孔融 - Li Feng 李豐 - Li Fu 李孚 - Liang Xi 梁習 - Liu Cong 劉琮 - Liu Dai 劉岱 - Liu Fu 劉馥 - Liu Shao 劉劭 - Liu Xun 劉勛 - Liu Ye 劉曄 - Lou Gui 婁圭 - Mao Jie 毛玠 - Pei Xiu 裴秀 - Shao Ti 邵悌 - Sima Fu 司馬孚 - Sima Lang 司馬朗 - Sima Wang 司馬望 - Sima You 司馬攸 - Sima Zhao 司馬昭 - Sima Zhou 司馬伷 - Tian Chou 田疇 - Tian Yu 田豫 - Wang Can 王粲 - Wang Jing 王經 - Wang Lang 王朗 - Wang Ling 王凌 - Wang Rong 王戎 - Wang Su 王肅 - Wang Tao 王韜 - Wang Ye 王業 - Wang Xiang 王祥 - Wang Xiu 王修 - Wang Xu 王旭 - Wei Guan 衛瓘 - Wen Hui 溫恢 - Wu Gang 吳綱 - Wu Zhi 吳質 - Xi Zhicai 戲志才 - Xin Pi 辛毗 - Xin Xianying 辛憲英 - Xiahou Xuan 夏侯玄 - Xu Miao 徐邈 - Xu Shu 徐庶 - Xun Chen 荀諶 - Xun You 荀攸 - Xun Yu 荀彧 - Xun Yi 荀頤 - Yan Rou 閻柔 - Yang Fu 楊阜 - Yang Xiu 楊修 - Yin Shang 尹賞 - Yuan Huan 袁渙 - Zhang Ji 張緝 - Zhang Ji 張既 - Zhang Lu 張魯 - Zhang Miao 張邈 - Zhong Yao 鍾繇 | - Cai Zhong 蔡中 - Cai Yang 蔡阳 - Cai Mao 蔡瑁 - Cao Chun 曹純 - Cao Hong 曹洪 - Cao Ren 曹仁 - Cao Shuang 曹爽 - Cao Xiu 曹休 - Cao Xun 曹訓 - Cao Zhang 曹彰 - Cao Zhen 曹真 - Che Zhou 車胄 - Chen Qian 陳騫 - Chen Tai 陳泰 - Cheng Gongying 成公英 - Dai Ling 戴陵 - Deng Ai 鄧艾 - Deng Zhong 鄧忠 - Dian Man 典滿 - Dian Wei 典韋 - Fei Yao 費耀 - Gao Gan 高幹 - Gao Lan 高覽 - Guo Yuan 國淵 - Guanqiu Jian 毌丘儉 - Guo Huai 郭淮 - Han Sui 韓遂 - Hao Zhao 郝昭 - He Yan 何晏 - Hou Xuan 侯選 - Hu Fen 胡奮 - Hu Lie 胡烈 - Hu Zun 胡遵 - Huang Quan 黃權 - Jiang Ban 蔣班 - Jiang Shu 蔣舒 - Jiang Wei 姜維 - Jiao Chu 焦觸 - Kong Xiu 孔秀 - Li Dian 李典 - Li Tong 李通 - Liang Xu 梁緒 - Lü Kuang 呂曠 - Lü Qian 呂虔 - Lü Xiang 呂翔 - Luo Xian 羅憲 - Ma Zun 馬遵 - Man Chong 滿寵 - Meng Da 孟達 - Niu Jin 牛金 - Pang De 龐德 - Pang Hui 龐會 - Qin Lang 秦朗 - Qiu Ben 丘本 - Qiu Jian 丘建 - Shi Bao 石苞 - Shi Cuan 師篡 - Sima Shi 司馬師 - Sima Yi 司馬懿 - Song Xian 宋憲 - Sun Guan 孫觀 - Sun Li 孫禮 - Tang Zi 唐咨 - Wang Hun 王渾 - Wang Ji 王基 - Wang Ping 王平 - Wang Qi 王頎 - Wang Shuang 王雙 - Wang Zhong 王忠 - Wei Xu 魏續 - Wen Hu 文虎 - Wen Pin 文聘 - Wen Qin 文欽 - Wen Yang 文鴦 - Xiahou Ba 夏侯霸 - Xiahou De 夏侯德 - Xiahou Dun 夏侯惇 - Xiahou He 夏侯和 - Xiahou Hui 夏侯惠 - Xiahou Mao 夏侯楙 - Xiahou Shang 夏侯尚 - Xiahou Wei 夏侯威 - Xiahou Yuan 夏侯淵 - Xu Chu 許褚 - Xu Huang 徐晃 - Xu Yi 許儀 - Xu Zhi 徐質 - Yan Xing 閻行 - Yang Qiu 楊秋 - Yang Xin 楊欣 - Yin Damu 尹大目 - Yu Jin 于禁 - Yue Jin 樂進 - Yue Lin 樂綝 - Zang Ba 臧霸 - Zhang He 張郃 - Zhang Hu 張虎 - Zhang Liao 張遼 - Zhang Te 張特 - Zhang Xun 張勛 - Zhang Yan 張燕 - Zhang Yun 張允 - Zhong Hui 鍾會 - Zhuge Dan 諸葛誕 - Zhuge Xu 諸葛緒 - Zhu Ling 朱靈 |
| Noblesa i reialesa | - Bao Xin 鲍信 - Bao Xun 鮑勛 - Bi Gui 畢軌 - Cao Xi 曹羲 - Chen Gong 陳宮 - Chen Jiao 陳轎 - Chen Lin 陳琳 - Chen Qun 陳群 - Cheng Wu 程武 - Cheng Yu 程昱 - Cui Yan 崔琰 - Ding Yi 丁儀 - Dong Zhao 董昭 - Fu Jia 傅嘏 - Gao Rou 高柔 - Gao Tanglong 高堂隆 - Guanqiu Xiu 毌丘秀 - Guanqiu Xun 毌丘旬 - Guo Jia 郭嘉 - Guo Yi 郭奕 - Han Fu 韓馥 - Han Hao 韓浩 - Hu Zhi 胡質 - Hua Xin 華歆 - Huan Fan 桓範 - Huan Jie 桓階 - Jia Chong 賈充 - Jia Kui 賈逵 - Jia Xu 賈詡 - Jiang Gan 蔣幹 - Jiang Ji 蔣濟 - Kong Rong 孔融 - Li Feng 李豐 - Li Fu 李孚 - Liang Xi 梁習 - Liu Cong 劉琮 - Liu Dai 劉岱 - Liu Fu 劉馥 - Liu Shao 劉劭 - Liu Xun 劉勛 - Liu Ye 劉曄 - Lou Gui 婁圭 - Mao Jie 毛玠 - Pei Xiu 裴秀 - Shao Ti 邵悌 - Sima Fu 司馬孚 - Sima Lang 司馬朗 - Sima Wang 司馬望 - Sima You 司馬攸 - Sima Zhao 司馬昭 - Sima Zhou 司馬伷 - Tian Chou 田疇 - Tian Yu 田豫 - Wang Can 王粲 - Wang Jing 王經 - Wang Lang 王朗 - Wang Ling 王凌 - Wang Rong 王戎 - Wang Su 王肅 - Wang Tao 王韜 - Wang Ye 王業 - Wang Xiang 王祥 - Wang Xiu 王修 - Wang Xu 王旭 - Wei Guan 衛瓘 - Wen Hui 溫恢 - Wu Gang 吳綱 - Wu Zhi 吳質 - Xi Zhicai 戲志才 - Xin Pi 辛毗 - Xin Xianying 辛憲英 - Xiahou Xuan 夏侯玄 - Xu Miao 徐邈 - Xu Shu 徐庶 - Xun Chen 荀諶 - Xun You 荀攸 - Xun Yu 荀彧 - Xun Yi 荀頤 - Yan Rou 閻柔 - Yang Fu 楊阜 - Yang Xiu 楊修 - Yin Shang 尹賞 - Yuan Huan 袁渙 - Zhang Ji 張緝 - Zhang Ji 張既 - Zhang Lu 張魯 - Zhang Miao 張邈 - Zhong Yao 鍾繇 | - Cai Zhong 蔡中 - Cai Yang 蔡阳 - Cai Mao 蔡瑁 - Cao Chun 曹純 - Cao Hong 曹洪 - Cao Ren 曹仁 - Cao Shuang 曹爽 - Cao Xiu 曹休 - Cao Xun 曹訓 - Cao Zhang 曹彰 - Cao Zhen 曹真 - Che Zhou 車胄 - Chen Qian 陳騫 - Chen Tai 陳泰 - Cheng Gongying 成公英 - Dai Ling 戴陵 - Deng Ai 鄧艾 - Deng Zhong 鄧忠 - Dian Man 典滿 - Dian Wei 典韋 - Fei Yao 費耀 - Gao Gan 高幹 - Gao Lan 高覽 - Guo Yuan 國淵 - Guanqiu Jian 毌丘儉 - Guo Huai 郭淮 - Han Sui 韓遂 - Hao Zhao 郝昭 - He Yan 何晏 - Hou Xuan 侯選 - Hu Fen 胡奮 - Hu Lie 胡烈 - Hu Zun 胡遵 - Huang Quan 黃權 - Jiang Ban 蔣班 - Jiang Shu 蔣舒 - Jiang Wei 姜維 - Jiao Chu 焦觸 - Kong Xiu 孔秀 - Li Dian 李典 - Li Tong 李通 - Liang Xu 梁緒 - Lü Kuang 呂曠 - Lü Qian 呂虔 - Lü Xiang 呂翔 - Luo Xian 羅憲 - Ma Zun 馬遵 - Man Chong 滿寵 - Meng Da 孟達 - Niu Jin 牛金 - Pang De 龐德 - Pang Hui 龐會 - Qin Lang 秦朗 - Qiu Ben 丘本 - Qiu Jian 丘建 - Shi Bao 石苞 - Shi Cuan 師篡 - Sima Shi 司馬師 - Sima Yi 司馬懿 - Song Xian 宋憲 - Sun Guan 孫觀 - Sun Li 孫禮 - Tang Zi 唐咨 - Wang Hun 王渾 - Wang Ji 王基 - Wang Ping 王平 - Wang Qi 王頎 - Wang Shuang 王雙 - Wang Zhong 王忠 - Wei Xu 魏續 - Wen Hu 文虎 - Wen Pin 文聘 - Wen Qin 文欽 - Wen Yang 文鴦 - Xiahou Ba 夏侯霸 - Xiahou De 夏侯德 - Xiahou Dun 夏侯惇 - Xiahou He 夏侯和 - Xiahou Hui 夏侯惠 - Xiahou Mao 夏侯楙 - Xiahou Shang 夏侯尚 - Xiahou Wei 夏侯威 - Xiahou Yuan 夏侯淵 - Xu Chu 許褚 - Xu Huang 徐晃 - Xu Yi 許儀 - Xu Zhi 徐質 - Yan Xing 閻行 - Yang Qiu 楊秋 - Yang Xin 楊欣 - Yin Damu 尹大目 - Yu Jin 于禁 - Yue Jin 樂進 - Yue Lin 樂綝 - Zang Ba 臧霸 - Zhang He 張郃 - Zhang Hu 張虎 - Zhang Liao 張遼 - Zhang Te 張特 - Zhang Xun 張勛 - Zhang Yan 張燕 - Zhang Yun 張允 - Zhong Hui 鍾會 - Zhuge Dan 諸葛誕 - Zhuge Xu 諸葛緒 - Zhu Ling 朱靈 |
| - Cao Ang 曹昂 - Cao Anmin 曹安民 - Cao Chong 曹沖 - Cao Xiong 曹熊 - Cao Yu 曹宇 - Cao Zhi 曹植 - Emperadriu Vídua Bian 卞氏 - Zhang Chunhua 張春華 - Emperadriu Zhen 甄姬     | - Bao Xin 鲍信 - Bao Xun 鮑勛 - Bi Gui 畢軌 - Cao Xi 曹羲 - Chen Gong 陳宮 - Chen Jiao 陳轎 - Chen Lin 陳琳 - Chen Qun 陳群 - Cheng Wu 程武 - Cheng Yu 程昱 - Cui Yan 崔琰 - Ding Yi 丁儀 - Dong Zhao 董昭 - Fu Jia 傅嘏 - Gao Rou 高柔 - Gao Tanglong 高堂隆 - Guanqiu Xiu 毌丘秀 - Guanqiu Xun 毌丘旬 - Guo Jia 郭嘉 - Guo Yi 郭奕 - Han Fu 韓馥 - Han Hao 韓浩 - Hu Zhi 胡質 - Hua Xin 華歆 - Huan Fan 桓範 - Huan Jie 桓階 - Jia Chong 賈充 - Jia Kui 賈逵 - Jia Xu 賈詡 - Jiang Gan 蔣幹 - Jiang Ji 蔣濟 - Kong Rong 孔融 - Li Feng 李豐 - Li Fu 李孚 - Liang Xi 梁習 - Liu Cong 劉琮 - Liu Dai 劉岱 - Liu Fu 劉馥 - Liu Shao 劉劭 - Liu Xun 劉勛 - Liu Ye 劉曄 - Lou Gui 婁圭 - Mao Jie 毛玠 - Pei Xiu 裴秀 - Shao Ti 邵悌 - Sima Fu 司馬孚 - Sima Lang 司馬朗 - Sima Wang 司馬望 - Sima You 司馬攸 - Sima Zhao 司馬昭 - Sima Zhou 司馬伷 - Tian Chou 田疇 - Tian Yu 田豫 - Wang Can 王粲 - Wang Jing 王經 - Wang Lang 王朗 - Wang Ling 王凌 - Wang Rong 王戎 - Wang Su 王肅 - Wang Tao 王韜 - Wang Ye 王業 - Wang Xiang 王祥 - Wang Xiu 王修 - Wang Xu 王旭 - Wei Guan 衛瓘 - Wen Hui 溫恢 - Wu Gang 吳綱 - Wu Zhi 吳質 - Xi Zhicai 戲志才 - Xin Pi 辛毗 - Xin Xianying 辛憲英 - Xiahou Xuan 夏侯玄 - Xu Miao 徐邈 - Xu Shu 徐庶 - Xun Chen 荀諶 - Xun You 荀攸 - Xun Yu 荀彧 - Xun Yi 荀頤 - Yan Rou 閻柔 - Yang Fu 楊阜 - Yang Xiu 楊修 - Yin Shang 尹賞 - Yuan Huan 袁渙 - Zhang Ji 張緝 - Zhang Ji 張既 - Zhang Lu 張魯 - Zhang Miao 張邈 - Zhong Yao 鍾繇 | - Cai Zhong 蔡中 - Cai Yang 蔡阳 - Cai Mao 蔡瑁 - Cao Chun 曹純 - Cao Hong 曹洪 - Cao Ren 曹仁 - Cao Shuang 曹爽 - Cao Xiu 曹休 - Cao Xun 曹訓 - Cao Zhang 曹彰 - Cao Zhen 曹真 - Che Zhou 車胄 - Chen Qian 陳騫 - Chen Tai 陳泰 - Cheng Gongying 成公英 - Dai Ling 戴陵 - Deng Ai 鄧艾 - Deng Zhong 鄧忠 - Dian Man 典滿 - Dian Wei 典韋 - Fei Yao 費耀 - Gao Gan 高幹 - Gao Lan 高覽 - Guo Yuan 國淵 - Guanqiu Jian 毌丘儉 - Guo Huai 郭淮 - Han Sui 韓遂 - Hao Zhao 郝昭 - He Yan 何晏 - Hou Xuan 侯選 - Hu Fen 胡奮 - Hu Lie 胡烈 - Hu Zun 胡遵 - Huang Quan 黃權 - Jiang Ban 蔣班 - Jiang Shu 蔣舒 - Jiang Wei 姜維 - Jiao Chu 焦觸 - Kong Xiu 孔秀 - Li Dian 李典 - Li Tong 李通 - Liang Xu 梁緒 - Lü Kuang 呂曠 - Lü Qian 呂虔 - Lü Xiang 呂翔 - Luo Xian 羅憲 - Ma Zun 馬遵 - Man Chong 滿寵 - Meng Da 孟達 - Niu Jin 牛金 - Pang De 龐德 - Pang Hui 龐會 - Qin Lang 秦朗 - Qiu Ben 丘本 - Qiu Jian 丘建 - Shi Bao 石苞 - Shi Cuan 師篡 - Sima Shi 司馬師 - Sima Yi 司馬懿 - Song Xian 宋憲 - Sun Guan 孫觀 - Sun Li 孫禮 - Tang Zi 唐咨 - Wang Hun 王渾 - Wang Ji 王基 - Wang Ping 王平 - Wang Qi 王頎 - Wang Shuang 王雙 - Wang Zhong 王忠 - Wei Xu 魏續 - Wen Hu 文虎 - Wen Pin 文聘 - Wen Qin 文欽 - Wen Yang 文鴦 - Xiahou Ba 夏侯霸 - Xiahou De 夏侯德 - Xiahou Dun 夏侯惇 - Xiahou He 夏侯和 - Xiahou Hui 夏侯惠 - Xiahou Mao 夏侯楙 - Xiahou Shang 夏侯尚 - Xiahou Wei 夏侯威 - Xiahou Yuan 夏侯淵 - Xu Chu 許褚 - Xu Huang 徐晃 - Xu Yi 許儀 - Xu Zhi 徐質 - Yan Xing 閻行 - Yang Qiu 楊秋 - Yang Xin 楊欣 - Yin Damu 尹大目 - Yu Jin 于禁 - Yue Jin 樂進 - Yue Lin 樂綝 - Zang Ba 臧霸 - Zhang He 張郃 - Zhang Hu 張虎 - Zhang Liao 張遼 - Zhang Te 張特 - Zhang Xun 張勛 - Zhang Yan 張燕 - Zhang Yun 張允 - Zhong Hui 鍾會 - Zhuge Dan 諸葛誕 - Zhuge Xu 諸葛緒 - Zhu Ling 朱靈 |
| Altres | - Bao Xin 鲍信 - Bao Xun 鮑勛 - Bi Gui 畢軌 - Cao Xi 曹羲 - Chen Gong 陳宮 - Chen Jiao 陳轎 - Chen Lin 陳琳 - Chen Qun 陳群 - Cheng Wu 程武 - Cheng Yu 程昱 - Cui Yan 崔琰 - Ding Yi 丁儀 - Dong Zhao 董昭 - Fu Jia 傅嘏 - Gao Rou 高柔 - Gao Tanglong 高堂隆 - Guanqiu Xiu 毌丘秀 - Guanqiu Xun 毌丘旬 - Guo Jia 郭嘉 - Guo Yi 郭奕 - Han Fu 韓馥 - Han Hao 韓浩 - Hu Zhi 胡質 - Hua Xin 華歆 - Huan Fan 桓範 - Huan Jie 桓階 - Jia Chong 賈充 - Jia Kui 賈逵 - Jia Xu 賈詡 - Jiang Gan 蔣幹 - Jiang Ji 蔣濟 - Kong Rong 孔融 - Li Feng 李豐 - Li Fu 李孚 - Liang Xi 梁習 - Liu Cong 劉琮 - Liu Dai 劉岱 - Liu Fu 劉馥 - Liu Shao 劉劭 - Liu Xun 劉勛 - Liu Ye 劉曄 - Lou Gui 婁圭 - Mao Jie 毛玠 - Pei Xiu 裴秀 - Shao Ti 邵悌 - Sima Fu 司馬孚 - Sima Lang 司馬朗 - Sima Wang 司馬望 - Sima You 司馬攸 - Sima Zhao 司馬昭 - Sima Zhou 司馬伷 - Tian Chou 田疇 - Tian Yu 田豫 - Wang Can 王粲 - Wang Jing 王經 - Wang Lang 王朗 - Wang Ling 王凌 - Wang Rong 王戎 - Wang Su 王肅 - Wang Tao 王韜 - Wang Ye 王業 - Wang Xiang 王祥 - Wang Xiu 王修 - Wang Xu 王旭 - Wei Guan 衛瓘 - Wen Hui 溫恢 - Wu Gang 吳綱 - Wu Zhi 吳質 - Xi Zhicai 戲志才 - Xin Pi 辛毗 - Xin Xianying 辛憲英 - Xiahou Xuan 夏侯玄 - Xu Miao 徐邈 - Xu Shu 徐庶 - Xun Chen 荀諶 - Xun You 荀攸 - Xun Yu 荀彧 - Xun Yi 荀頤 - Yan Rou 閻柔 - Yang Fu 楊阜 - Yang Xiu 楊修 - Yin Shang 尹賞 - Yuan Huan 袁渙 - Zhang Ji 張緝 - Zhang Ji 張既 - Zhang Lu 張魯 - Zhang Miao 張邈 - Zhong Yao 鍾繇 | - Cai Zhong 蔡中 - Cai Yang 蔡阳 - Cai Mao 蔡瑁 - Cao Chun 曹純 - Cao Hong 曹洪 - Cao Ren 曹仁 - Cao Shuang 曹爽 - Cao Xiu 曹休 - Cao Xun 曹訓 - Cao Zhang 曹彰 - Cao Zhen 曹真 - Che Zhou 車胄 - Chen Qian 陳騫 - Chen Tai 陳泰 - Cheng Gongying 成公英 - Dai Ling 戴陵 - Deng Ai 鄧艾 - Deng Zhong 鄧忠 - Dian Man 典滿 - Dian Wei 典韋 - Fei Yao 費耀 - Gao Gan 高幹 - Gao Lan 高覽 - Guo Yuan 國淵 - Guanqiu Jian 毌丘儉 - Guo Huai 郭淮 - Han Sui 韓遂 - Hao Zhao 郝昭 - He Yan 何晏 - Hou Xuan 侯選 - Hu Fen 胡奮 - Hu Lie 胡烈 - Hu Zun 胡遵 - Huang Quan 黃權 - Jiang Ban 蔣班 - Jiang Shu 蔣舒 - Jiang Wei 姜維 - Jiao Chu 焦觸 - Kong Xiu 孔秀 - Li Dian 李典 - Li Tong 李通 - Liang Xu 梁緒 - Lü Kuang 呂曠 - Lü Qian 呂虔 - Lü Xiang 呂翔 - Luo Xian 羅憲 - Ma Zun 馬遵 - Man Chong 滿寵 - Meng Da 孟達 - Niu Jin 牛金 - Pang De 龐德 - Pang Hui 龐會 - Qin Lang 秦朗 - Qiu Ben 丘本 - Qiu Jian 丘建 - Shi Bao 石苞 - Shi Cuan 師篡 - Sima Shi 司馬師 - Sima Yi 司馬懿 - Song Xian 宋憲 - Sun Guan 孫觀 - Sun Li 孫禮 - Tang Zi 唐咨 - Wang Hun 王渾 - Wang Ji 王基 - Wang Ping 王平 - Wang Qi 王頎 - Wang Shuang 王雙 - Wang Zhong 王忠 - Wei Xu 魏續 - Wen Hu 文虎 - Wen Pin 文聘 - Wen Qin 文欽 - Wen Yang 文鴦 - Xiahou Ba 夏侯霸 - Xiahou De 夏侯德 - Xiahou Dun 夏侯惇 - Xiahou He 夏侯和 - Xiahou Hui 夏侯惠 - Xiahou Mao 夏侯楙 - Xiahou Shang 夏侯尚 - Xiahou Wei 夏侯威 - Xiahou Yuan 夏侯淵 - Xu Chu 許褚 - Xu Huang 徐晃 - Xu Yi 許儀 - Xu Zhi 徐質 - Yan Xing 閻行 - Yang Qiu 楊秋 - Yang Xin 楊欣 - Yin Damu 尹大目 - Yu Jin 于禁 - Yue Jin 樂進 - Yue Lin 樂綝 - Zang Ba 臧霸 - Zhang He 張郃 - Zhang Hu 張虎 - Zhang Liao 張遼 - Zhang Te 張特 - Zhang Xun 張勛 - Zhang Yan 張燕 - Zhang Yun 張允 - Zhong Hui 鍾會 - Zhuge Dan 諸葛誕 - Zhuge Xu 諸葛緒 - Zhu Ling 朱靈 |
| - Cao Shuo 曹鑠) - Du Xi 杜襲 - Han Qi 韓旗 - Han Qiong 韓琼 - Han Yao - Han Ying 韓英 - Jiang Xu 姜敘 - Li Sheng 李勝 - Liang Kuan - Sima Jun - Wei Kang - Yin Feng - Zhao Ang | - Bao Xin 鲍信 - Bao Xun 鮑勛 - Bi Gui 畢軌 - Cao Xi 曹羲 - Chen Gong 陳宮 - Chen Jiao 陳轎 - Chen Lin 陳琳 - Chen Qun 陳群 - Cheng Wu 程武 - Cheng Yu 程昱 - Cui Yan 崔琰 - Ding Yi 丁儀 - Dong Zhao 董昭 - Fu Jia 傅嘏 - Gao Rou 高柔 - Gao Tanglong 高堂隆 - Guanqiu Xiu 毌丘秀 - Guanqiu Xun 毌丘旬 - Guo Jia 郭嘉 - Guo Yi 郭奕 - Han Fu 韓馥 - Han Hao 韓浩 - Hu Zhi 胡質 - Hua Xin 華歆 - Huan Fan 桓範 - Huan Jie 桓階 - Jia Chong 賈充 - Jia Kui 賈逵 - Jia Xu 賈詡 - Jiang Gan 蔣幹 - Jiang Ji 蔣濟 - Kong Rong 孔融 - Li Feng 李豐 - Li Fu 李孚 - Liang Xi 梁習 - Liu Cong 劉琮 - Liu Dai 劉岱 - Liu Fu 劉馥 - Liu Shao 劉劭 - Liu Xun 劉勛 - Liu Ye 劉曄 - Lou Gui 婁圭 - Mao Jie 毛玠 - Pei Xiu 裴秀 - Shao Ti 邵悌 - Sima Fu 司馬孚 - Sima Lang 司馬朗 - Sima Wang 司馬望 - Sima You 司馬攸 - Sima Zhao 司馬昭 - Sima Zhou 司馬伷 - Tian Chou 田疇 - Tian Yu 田豫 - Wang Can 王粲 - Wang Jing 王經 - Wang Lang 王朗 - Wang Ling 王凌 - Wang Rong 王戎 - Wang Su 王肅 - Wang Tao 王韜 - Wang Ye 王業 - Wang Xiang 王祥 - Wang Xiu 王修 - Wang Xu 王旭 - Wei Guan 衛瓘 - Wen Hui 溫恢 - Wu Gang 吳綱 - Wu Zhi 吳質 - Xi Zhicai 戲志才 - Xin Pi 辛毗 - Xin Xianying 辛憲英 - Xiahou Xuan 夏侯玄 - Xu Miao 徐邈 - Xu Shu 徐庶 - Xun Chen 荀諶 - Xun You 荀攸 - Xun Yu 荀彧 - Xun Yi 荀頤 - Yan Rou 閻柔 - Yang Fu 楊阜 - Yang Xiu 楊修 - Yin Shang 尹賞 - Yuan Huan 袁渙 - Zhang Ji 張緝 - Zhang Ji 張既 - Zhang Lu 張魯 - Zhang Miao 張邈 - Zhong Yao 鍾繇 | - Cai Zhong 蔡中 - Cai Yang 蔡阳 - Cai Mao 蔡瑁 - Cao Chun 曹純 - Cao Hong 曹洪 - Cao Ren 曹仁 - Cao Shuang 曹爽 - Cao Xiu 曹休 - Cao Xun 曹訓 - Cao Zhang 曹彰 - Cao Zhen 曹真 - Che Zhou 車胄 - Chen Qian 陳騫 - Chen Tai 陳泰 - Cheng Gongying 成公英 - Dai Ling 戴陵 - Deng Ai 鄧艾 - Deng Zhong 鄧忠 - Dian Man 典滿 - Dian Wei 典韋 - Fei Yao 費耀 - Gao Gan 高幹 - Gao Lan 高覽 - Guo Yuan 國淵 - Guanqiu Jian 毌丘儉 - Guo Huai 郭淮 - Han Sui 韓遂 - Hao Zhao 郝昭 - He Yan 何晏 - Hou Xuan 侯選 - Hu Fen 胡奮 - Hu Lie 胡烈 - Hu Zun 胡遵 - Huang Quan 黃權 - Jiang Ban 蔣班 - Jiang Shu 蔣舒 - Jiang Wei 姜維 - Jiao Chu 焦觸 - Kong Xiu 孔秀 - Li Dian 李典 - Li Tong 李通 - Liang Xu 梁緒 - Lü Kuang 呂曠 - Lü Qian 呂虔 - Lü Xiang 呂翔 - Luo Xian 羅憲 - Ma Zun 馬遵 - Man Chong 滿寵 - Meng Da 孟達 - Niu Jin 牛金 - Pang De 龐德 - Pang Hui 龐會 - Qin Lang 秦朗 - Qiu Ben 丘本 - Qiu Jian 丘建 - Shi Bao 石苞 - Shi Cuan 師篡 - Sima Shi 司馬師 - Sima Yi 司馬懿 - Song Xian 宋憲 - Sun Guan 孫觀 - Sun Li 孫禮 - Tang Zi 唐咨 - Wang Hun 王渾 - Wang Ji 王基 - Wang Ping 王平 - Wang Qi 王頎 - Wang Shuang 王雙 - Wang Zhong 王忠 - Wei Xu 魏續 - Wen Hu 文虎 - Wen Pin 文聘 - Wen Qin 文欽 - Wen Yang 文鴦 - Xiahou Ba 夏侯霸 - Xiahou De 夏侯德 - Xiahou Dun 夏侯惇 - Xiahou He 夏侯和 - Xiahou Hui 夏侯惠 - Xiahou Mao 夏侯楙 - Xiahou Shang 夏侯尚 - Xiahou Wei 夏侯威 - Xiahou Yuan 夏侯淵 - Xu Chu 許褚 - Xu Huang 徐晃 - Xu Yi 許儀 - Xu Zhi 徐質 - Yan Xing 閻行 - Yang Qiu 楊秋 - Yang Xin 楊欣 - Yin Damu 尹大目 - Yu Jin 于禁 - Yue Jin 樂進 - Yue Lin 樂綝 - Zang Ba 臧霸 - Zhang He 張郃 - Zhang Hu 張虎 - Zhang Liao 張遼 - Zhang Te 張特 - Zhang Xun 張勛 - Zhang Yan 張燕 - Zhang Yun 張允 - Zhong Hui 鍾會 - Zhuge Dan 諸葛誕 - Zhuge Xu 諸葛緒 - Zhu Ling 朱靈 |

## Dinastia Shu Hani associats de Liu Bei
| Fundador | Funcionaris civils i assessors | Oficials, generals de l'exèrcit i comandants militars |
| --- | --- | --- |
| - Liu Bei 劉備 | - Chen Deng 陳登 - Chen Gui 陳珪 - Chen Qun 陳群 - Chen Shou 陳壽 - Chen Zhen 陳震 - Deng Zhi 鄧芝 - Dong He 董和 - Dong Jue 董厥 - Dong Yun 董允 - Fa Zheng 法正 - Fan Jian 樊建 - Fei Shi 費詩 - Fei Yi 費禕 - Gong Zhi 鞏志 - Guo Youzhi 郭攸之 - Huang Yueying 黃月英 - Jian Yong 簡雍 - Jiang Wan 蔣琬 - Li Fu 李福 - Li Hui 李恢 - Liao Li 廖立 - Liu Ba 劉巴 - Liu Du 劉度 - Liu Xun 劉循 - Liu Zhang 劉璋 - Lü Kai 呂凱 - Ma Liang 馬良 - Ma Su 馬謖 - Mi Zhu 靡竺 - Pan Jun 潘浚 - Pang Tong 龐統 - Qiao Zhou 譙周 - Qin Mi 秦宓 - Sun Qian 孫乾 - Wang Fu 王甫 - Wang Kang 王伉 - Wang Lian 王連 - Xi Zheng 郤正 - Xiang Lang 向朗 - Xu Jing 許靖 - Xu Shu 徐庶 - Yang Yi 楊儀 - Yi Ji 伊籍 - Yin Mo 尹默 - Yin Shang 尹賞 - Zhang Shao 張紹 - Zhao Lei 趙累 - Zhuge Jun 諸葛均 - Zhuge Liang 諸葛亮 - Zhuge Qiao 諸葛喬 | - Chen Dao 陳到 - Chen Shi 陳式 - Deng Xian 鄧賢 - Fan Qiang 范疆 - Feng Xi 馮習 - Fu Qian 傅僉 - Fu Tong 傅彤 - Gao Ding 高定 - Gao Xiang 高翔 - Gong Du 龔都 - Gou An 苟安 - Guan Ping 關平 - Guan Tong 關統 - Guan Xing 關興 - Guan Yi 關彝 - Guan Yu 關羽 - Hu Ji 胡濟 - Huang Chong 黃崇 - Huang Quan 黃權 - Huang Zhong 黃忠 - Huo Jun 霍峻 - Huo Yi 霍弋 - Jiang Bin 蔣斌 - Jiang Shu 蔣舒 - Jiang Wei 姜維 - Lei Tong 雷銅 - Li Feng 李豐 - Li Yan 李嚴 - Liang Xu 梁緒 - Liao Hua 廖化 - Liu Feng 劉封 - Liu Pi 劉辟 - Liu Xian 劉賢 - Luo Xian 羅憲 - Ma Chao 馬超 - Ma Yunlu 馬雲騄 - Ma Dai 馬岱 - Ma Zhong 馬忠 - Meng Da 孟達 - Meng Huo 孟獲 - Mi Fang 靡芳 - Ning Sui 寧隨 - Shamoke 沙摩柯 - Shen Dan 申耽 - Shen Yi 申儀 - Shi Ren 士仁 - Wang Ping 王平 - Wei Yan 魏延 - Wu Ban 吳班 - Wu Lan 吳蘭 - Wu Yi 吳懿 - Xiahou Ba 夏侯霸 - Xiang Chong 向寵 - Yan Yan 嚴顏 - Yan Yu 閻宇 - Yong Kai 雍闓 - Zhang Bao 張苞 - Zhang Da 張達 - Zhang Fei 張飛 - Zhang Nan 張南 - Zhang Ni/Zhang Yi 張嶷 - Zhang Yi 張翼 - Zhang Zun 張遵 - Zhao Guang 趙廣 - Zhao Tong 趙統 - Zhao Yun 趙雲 - Zhou Cang 周倉 - Zhu Bao 朱褒 - Zhuge Jing 諸葛京 - Zhuge Shang 諸葛尚 - Zhuge Zhan 諸葛瞻 |
| Emperadors | - Chen Deng 陳登 - Chen Gui 陳珪 - Chen Qun 陳群 - Chen Shou 陳壽 - Chen Zhen 陳震 - Deng Zhi 鄧芝 - Dong He 董和 - Dong Jue 董厥 - Dong Yun 董允 - Fa Zheng 法正 - Fan Jian 樊建 - Fei Shi 費詩 - Fei Yi 費禕 - Gong Zhi 鞏志 - Guo Youzhi 郭攸之 - Huang Yueying 黃月英 - Jian Yong 簡雍 - Jiang Wan 蔣琬 - Li Fu 李福 - Li Hui 李恢 - Liao Li 廖立 - Liu Ba 劉巴 - Liu Du 劉度 - Liu Xun 劉循 - Liu Zhang 劉璋 - Lü Kai 呂凱 - Ma Liang 馬良 - Ma Su 馬謖 - Mi Zhu 靡竺 - Pan Jun 潘浚 - Pang Tong 龐統 - Qiao Zhou 譙周 - Qin Mi 秦宓 - Sun Qian 孫乾 - Wang Fu 王甫 - Wang Kang 王伉 - Wang Lian 王連 - Xi Zheng 郤正 - Xiang Lang 向朗 - Xu Jing 許靖 - Xu Shu 徐庶 - Yang Yi 楊儀 - Yi Ji 伊籍 - Yin Mo 尹默 - Yin Shang 尹賞 - Zhang Shao 張紹 - Zhao Lei 趙累 - Zhuge Jun 諸葛均 - Zhuge Liang 諸葛亮 - Zhuge Qiao 諸葛喬 | - Chen Dao 陳到 - Chen Shi 陳式 - Deng Xian 鄧賢 - Fan Qiang 范疆 - Feng Xi 馮習 - Fu Qian 傅僉 - Fu Tong 傅彤 - Gao Ding 高定 - Gao Xiang 高翔 - Gong Du 龔都 - Gou An 苟安 - Guan Ping 關平 - Guan Tong 關統 - Guan Xing 關興 - Guan Yi 關彝 - Guan Yu 關羽 - Hu Ji 胡濟 - Huang Chong 黃崇 - Huang Quan 黃權 - Huang Zhong 黃忠 - Huo Jun 霍峻 - Huo Yi 霍弋 - Jiang Bin 蔣斌 - Jiang Shu 蔣舒 - Jiang Wei 姜維 - Lei Tong 雷銅 - Li Feng 李豐 - Li Yan 李嚴 - Liang Xu 梁緒 - Liao Hua 廖化 - Liu Feng 劉封 - Liu Pi 劉辟 - Liu Xian 劉賢 - Luo Xian 羅憲 - Ma Chao 馬超 - Ma Yunlu 馬雲騄 - Ma Dai 馬岱 - Ma Zhong 馬忠 - Meng Da 孟達 - Meng Huo 孟獲 - Mi Fang 靡芳 - Ning Sui 寧隨 - Shamoke 沙摩柯 - Shen Dan 申耽 - Shen Yi 申儀 - Shi Ren 士仁 - Wang Ping 王平 - Wei Yan 魏延 - Wu Ban 吳班 - Wu Lan 吳蘭 - Wu Yi 吳懿 - Xiahou Ba 夏侯霸 - Xiang Chong 向寵 - Yan Yan 嚴顏 - Yan Yu 閻宇 - Yong Kai 雍闓 - Zhang Bao 張苞 - Zhang Da 張達 - Zhang Fei 張飛 - Zhang Nan 張南 - Zhang Ni/Zhang Yi 張嶷 - Zhang Yi 張翼 - Zhang Zun 張遵 - Zhao Guang 趙廣 - Zhao Tong 趙統 - Zhao Yun 趙雲 - Zhou Cang 周倉 - Zhu Bao 朱褒 - Zhuge Jing 諸葛京 - Zhuge Shang 諸葛尚 - Zhuge Zhan 諸葛瞻 |
| - Liu Bei 劉備 - Liu Shan 劉禪 | - Chen Deng 陳登 - Chen Gui 陳珪 - Chen Qun 陳群 - Chen Shou 陳壽 - Chen Zhen 陳震 - Deng Zhi 鄧芝 - Dong He 董和 - Dong Jue 董厥 - Dong Yun 董允 - Fa Zheng 法正 - Fan Jian 樊建 - Fei Shi 費詩 - Fei Yi 費禕 - Gong Zhi 鞏志 - Guo Youzhi 郭攸之 - Huang Yueying 黃月英 - Jian Yong 簡雍 - Jiang Wan 蔣琬 - Li Fu 李福 - Li Hui 李恢 - Liao Li 廖立 - Liu Ba 劉巴 - Liu Du 劉度 - Liu Xun 劉循 - Liu Zhang 劉璋 - Lü Kai 呂凱 - Ma Liang 馬良 - Ma Su 馬謖 - Mi Zhu 靡竺 - Pan Jun 潘浚 - Pang Tong 龐統 - Qiao Zhou 譙周 - Qin Mi 秦宓 - Sun Qian 孫乾 - Wang Fu 王甫 - Wang Kang 王伉 - Wang Lian 王連 - Xi Zheng 郤正 - Xiang Lang 向朗 - Xu Jing 許靖 - Xu Shu 徐庶 - Yang Yi 楊儀 - Yi Ji 伊籍 - Yin Mo 尹默 - Yin Shang 尹賞 - Zhang Shao 張紹 - Zhao Lei 趙累 - Zhuge Jun 諸葛均 - Zhuge Liang 諸葛亮 - Zhuge Qiao 諸葛喬 | - Chen Dao 陳到 - Chen Shi 陳式 - Deng Xian 鄧賢 - Fan Qiang 范疆 - Feng Xi 馮習 - Fu Qian 傅僉 - Fu Tong 傅彤 - Gao Ding 高定 - Gao Xiang 高翔 - Gong Du 龔都 - Gou An 苟安 - Guan Ping 關平 - Guan Tong 關統 - Guan Xing 關興 - Guan Yi 關彝 - Guan Yu 關羽 - Hu Ji 胡濟 - Huang Chong 黃崇 - Huang Quan 黃權 - Huang Zhong 黃忠 - Huo Jun 霍峻 - Huo Yi 霍弋 - Jiang Bin 蔣斌 - Jiang Shu 蔣舒 - Jiang Wei 姜維 - Lei Tong 雷銅 - Li Feng 李豐 - Li Yan 李嚴 - Liang Xu 梁緒 - Liao Hua 廖化 - Liu Feng 劉封 - Liu Pi 劉辟 - Liu Xian 劉賢 - Luo Xian 羅憲 - Ma Chao 馬超 - Ma Yunlu 馬雲騄 - Ma Dai 馬岱 - Ma Zhong 馬忠 - Meng Da 孟達 - Meng Huo 孟獲 - Mi Fang 靡芳 - Ning Sui 寧隨 - Shamoke 沙摩柯 - Shen Dan 申耽 - Shen Yi 申儀 - Shi Ren 士仁 - Wang Ping 王平 - Wei Yan 魏延 - Wu Ban 吳班 - Wu Lan 吳蘭 - Wu Yi 吳懿 - Xiahou Ba 夏侯霸 - Xiang Chong 向寵 - Yan Yan 嚴顏 - Yan Yu 閻宇 - Yong Kai 雍闓 - Zhang Bao 張苞 - Zhang Da 張達 - Zhang Fei 張飛 - Zhang Nan 張南 - Zhang Ni/Zhang Yi 張嶷 - Zhang Yi 張翼 - Zhang Zun 張遵 - Zhao Guang 趙廣 - Zhao Tong 趙統 - Zhao Yun 趙雲 - Zhou Cang 周倉 - Zhu Bao 朱褒 - Zhuge Jing 諸葛京 - Zhuge Shang 諸葛尚 - Zhuge Zhan 諸葛瞻 |
| Noblesa i reialesa | - Chen Deng 陳登 - Chen Gui 陳珪 - Chen Qun 陳群 - Chen Shou 陳壽 - Chen Zhen 陳震 - Deng Zhi 鄧芝 - Dong He 董和 - Dong Jue 董厥 - Dong Yun 董允 - Fa Zheng 法正 - Fan Jian 樊建 - Fei Shi 費詩 - Fei Yi 費禕 - Gong Zhi 鞏志 - Guo Youzhi 郭攸之 - Huang Yueying 黃月英 - Jian Yong 簡雍 - Jiang Wan 蔣琬 - Li Fu 李福 - Li Hui 李恢 - Liao Li 廖立 - Liu Ba 劉巴 - Liu Du 劉度 - Liu Xun 劉循 - Liu Zhang 劉璋 - Lü Kai 呂凱 - Ma Liang 馬良 - Ma Su 馬謖 - Mi Zhu 靡竺 - Pan Jun 潘浚 - Pang Tong 龐統 - Qiao Zhou 譙周 - Qin Mi 秦宓 - Sun Qian 孫乾 - Wang Fu 王甫 - Wang Kang 王伉 - Wang Lian 王連 - Xi Zheng 郤正 - Xiang Lang 向朗 - Xu Jing 許靖 - Xu Shu 徐庶 - Yang Yi 楊儀 - Yi Ji 伊籍 - Yin Mo 尹默 - Yin Shang 尹賞 - Zhang Shao 張紹 - Zhao Lei 趙累 - Zhuge Jun 諸葛均 - Zhuge Liang 諸葛亮 - Zhuge Qiao 諸葛喬 | - Chen Dao 陳到 - Chen Shi 陳式 - Deng Xian 鄧賢 - Fan Qiang 范疆 - Feng Xi 馮習 - Fu Qian 傅僉 - Fu Tong 傅彤 - Gao Ding 高定 - Gao Xiang 高翔 - Gong Du 龔都 - Gou An 苟安 - Guan Ping 關平 - Guan Tong 關統 - Guan Xing 關興 - Guan Yi 關彝 - Guan Yu 關羽 - Hu Ji 胡濟 - Huang Chong 黃崇 - Huang Quan 黃權 - Huang Zhong 黃忠 - Huo Jun 霍峻 - Huo Yi 霍弋 - Jiang Bin 蔣斌 - Jiang Shu 蔣舒 - Jiang Wei 姜維 - Lei Tong 雷銅 - Li Feng 李豐 - Li Yan 李嚴 - Liang Xu 梁緒 - Liao Hua 廖化 - Liu Feng 劉封 - Liu Pi 劉辟 - Liu Xian 劉賢 - Luo Xian 羅憲 - Ma Chao 馬超 - Ma Yunlu 馬雲騄 - Ma Dai 馬岱 - Ma Zhong 馬忠 - Meng Da 孟達 - Meng Huo 孟獲 - Mi Fang 靡芳 - Ning Sui 寧隨 - Shamoke 沙摩柯 - Shen Dan 申耽 - Shen Yi 申儀 - Shi Ren 士仁 - Wang Ping 王平 - Wei Yan 魏延 - Wu Ban 吳班 - Wu Lan 吳蘭 - Wu Yi 吳懿 - Xiahou Ba 夏侯霸 - Xiang Chong 向寵 - Yan Yan 嚴顏 - Yan Yu 閻宇 - Yong Kai 雍闓 - Zhang Bao 張苞 - Zhang Da 張達 - Zhang Fei 張飛 - Zhang Nan 張南 - Zhang Ni/Zhang Yi 張嶷 - Zhang Yi 張翼 - Zhang Zun 張遵 - Zhao Guang 趙廣 - Zhao Tong 趙統 - Zhao Yun 趙雲 - Zhou Cang 周倉 - Zhu Bao 朱褒 - Zhuge Jing 諸葛京 - Zhuge Shang 諸葛尚 - Zhuge Zhan 諸葛瞻 |
| - Dama Gan 甘氏 - Dama Mi 糜氏 - Liu Chen 劉諶 - Liu Li 劉理 - Liu Xuan 劉璇 - Liu Yong 劉永 | - Chen Deng 陳登 - Chen Gui 陳珪 - Chen Qun 陳群 - Chen Shou 陳壽 - Chen Zhen 陳震 - Deng Zhi 鄧芝 - Dong He 董和 - Dong Jue 董厥 - Dong Yun 董允 - Fa Zheng 法正 - Fan Jian 樊建 - Fei Shi 費詩 - Fei Yi 費禕 - Gong Zhi 鞏志 - Guo Youzhi 郭攸之 - Huang Yueying 黃月英 - Jian Yong 簡雍 - Jiang Wan 蔣琬 - Li Fu 李福 - Li Hui 李恢 - Liao Li 廖立 - Liu Ba 劉巴 - Liu Du 劉度 - Liu Xun 劉循 - Liu Zhang 劉璋 - Lü Kai 呂凱 - Ma Liang 馬良 - Ma Su 馬謖 - Mi Zhu 靡竺 - Pan Jun 潘浚 - Pang Tong 龐統 - Qiao Zhou 譙周 - Qin Mi 秦宓 - Sun Qian 孫乾 - Wang Fu 王甫 - Wang Kang 王伉 - Wang Lian 王連 - Xi Zheng 郤正 - Xiang Lang 向朗 - Xu Jing 許靖 - Xu Shu 徐庶 - Yang Yi 楊儀 - Yi Ji 伊籍 - Yin Mo 尹默 - Yin Shang 尹賞 - Zhang Shao 張紹 - Zhao Lei 趙累 - Zhuge Jun 諸葛均 - Zhuge Liang 諸葛亮 - Zhuge Qiao 諸葛喬 | - Chen Dao 陳到 - Chen Shi 陳式 - Deng Xian 鄧賢 - Fan Qiang 范疆 - Feng Xi 馮習 - Fu Qian 傅僉 - Fu Tong 傅彤 - Gao Ding 高定 - Gao Xiang 高翔 - Gong Du 龔都 - Gou An 苟安 - Guan Ping 關平 - Guan Tong 關統 - Guan Xing 關興 - Guan Yi 關彝 - Guan Yu 關羽 - Hu Ji 胡濟 - Huang Chong 黃崇 - Huang Quan 黃權 - Huang Zhong 黃忠 - Huo Jun 霍峻 - Huo Yi 霍弋 - Jiang Bin 蔣斌 - Jiang Shu 蔣舒 - Jiang Wei 姜維 - Lei Tong 雷銅 - Li Feng 李豐 - Li Yan 李嚴 - Liang Xu 梁緒 - Liao Hua 廖化 - Liu Feng 劉封 - Liu Pi 劉辟 - Liu Xian 劉賢 - Luo Xian 羅憲 - Ma Chao 馬超 - Ma Yunlu 馬雲騄 - Ma Dai 馬岱 - Ma Zhong 馬忠 - Meng Da 孟達 - Meng Huo 孟獲 - Mi Fang 靡芳 - Ning Sui 寧隨 - Shamoke 沙摩柯 - Shen Dan 申耽 - Shen Yi 申儀 - Shi Ren 士仁 - Wang Ping 王平 - Wei Yan 魏延 - Wu Ban 吳班 - Wu Lan 吳蘭 - Wu Yi 吳懿 - Xiahou Ba 夏侯霸 - Xiang Chong 向寵 - Yan Yan 嚴顏 - Yan Yu 閻宇 - Yong Kai 雍闓 - Zhang Bao 張苞 - Zhang Da 張達 - Zhang Fei 張飛 - Zhang Nan 張南 - Zhang Ni/Zhang Yi 張嶷 - Zhang Yi 張翼 - Zhang Zun 張遵 - Zhao Guang 趙廣 - Zhao Tong 趙統 - Zhao Yun 趙雲 - Zhou Cang 周倉 - Zhu Bao 朱褒 - Zhuge Jing 諸葛京 - Zhuge Shang 諸葛尚 - Zhuge Zhan 諸葛瞻 |
| Altres | | - Chen Dao 陳到 - Chen Shi 陳式 - Deng Xian 鄧賢 - Fan Qiang 范疆 - Feng Xi 馮習 - Fu Qian 傅僉 - Fu Tong 傅彤 - Gao Ding 高定 - Gao Xiang 高翔 - Gong Du 龔都 - Gou An 苟安 - Guan Ping 關平 - Guan Tong 關統 - Guan Xing 關興 - Guan Yi 關彝 - Guan Yu 關羽 - Hu Ji 胡濟 - Huang Chong 黃崇 - Huang Quan 黃權 - Huang Zhong 黃忠 - Huo Jun 霍峻 - Huo Yi 霍弋 - Jiang Bin 蔣斌 - Jiang Shu 蔣舒 - Jiang Wei 姜維 - Lei Tong 雷銅 - Li Feng 李豐 - Li Yan 李嚴 - Liang Xu 梁緒 - Liao Hua 廖化 - Liu Feng 劉封 - Liu Pi 劉辟 - Liu Xian 劉賢 - Luo Xian 羅憲 - Ma Chao 馬超 - Ma Yunlu 馬雲騄 - Ma Dai 馬岱 - Ma Zhong 馬忠 - Meng Da 孟達 - Meng Huo 孟獲 - Mi Fang 靡芳 - Ning Sui 寧隨 - Shamoke 沙摩柯 - Shen Dan 申耽 - Shen Yi 申儀 - Shi Ren 士仁 - Wang Ping 王平 - Wei Yan 魏延 - Wu Ban 吳班 - Wu Lan 吳蘭 - Wu Yi 吳懿 - Xiahou Ba 夏侯霸 - Xiang Chong 向寵 - Yan Yan 嚴顏 - Yan Yu 閻宇 - Yong Kai 雍闓 - Zhang Bao 張苞 - Zhang Da 張達 - Zhang Fei 張飛 - Zhang Nan 張南 - Zhang Ni/Zhang Yi 張嶷 - Zhang Yi 張翼 - Zhang Zun 張遵 - Zhao Guang 趙廣 - Zhao Tong 趙統 - Zhao Yun 趙雲 - Zhou Cang 周倉 - Zhu Bao 朱褒 - Zhuge Jing 諸葛京 - Zhuge Shang 諸葛尚 - Zhuge Zhan 諸葛瞻 |
| - Bao Su 鮑素 - Bo Shou 白壽 - Deng Liang 鄧良 - Deng Tong 鄧銅 - Ding Li 丁立 - Dong Hui 董恢 - Fa Miao 法邈 - Fei Cheng 費承 - Fei Gong 費恭 - Huang Hao 黄皓 - Huang Xu 黃敘 - Huang Yong 黃邕 - Jiang Xian 蔣顯 - Jin Xiang - Lai Min 來敏 - Li Qiu 李球 - Li Zhuan 李譔 - Liu Yuanqi 劉元起 - Lu Chang - Luo Meng - Ma Bing 馬秉 - Ma Yu 馬玉 - Meng Guang 孟光 - Pang Hong 龐宏 - Pang Lin 龐林 - Peng Yang 彭羕 - Shao Huang 邵黄 - Wang Shan 王山 - Xiang Tiao 向條 - Yan Zhi 閻芝 - Yang Hong 楊洪 - Yang Lu 楊慮 - Yang Qun 陽群 - Zhang Gang 張綱 - Zhang Yu 張裕 - Zhou Qun 周群 - Zhuge Pan 諸葛攀 - Zong Yu 宗預 | | - Chen Dao 陳到 - Chen Shi 陳式 - Deng Xian 鄧賢 - Fan Qiang 范疆 - Feng Xi 馮習 - Fu Qian 傅僉 - Fu Tong 傅彤 - Gao Ding 高定 - Gao Xiang 高翔 - Gong Du 龔都 - Gou An 苟安 - Guan Ping 關平 - Guan Tong 關統 - Guan Xing 關興 - Guan Yi 關彝 - Guan Yu 關羽 - Hu Ji 胡濟 - Huang Chong 黃崇 - Huang Quan 黃權 - Huang Zhong 黃忠 - Huo Jun 霍峻 - Huo Yi 霍弋 - Jiang Bin 蔣斌 - Jiang Shu 蔣舒 - Jiang Wei 姜維 - Lei Tong 雷銅 - Li Feng 李豐 - Li Yan 李嚴 - Liang Xu 梁緒 - Liao Hua 廖化 - Liu Feng 劉封 - Liu Pi 劉辟 - Liu Xian 劉賢 - Luo Xian 羅憲 - Ma Chao 馬超 - Ma Yunlu 馬雲騄 - Ma Dai 馬岱 - Ma Zhong 馬忠 - Meng Da 孟達 - Meng Huo 孟獲 - Mi Fang 靡芳 - Ning Sui 寧隨 - Shamoke 沙摩柯 - Shen Dan 申耽 - Shen Yi 申儀 - Shi Ren 士仁 - Wang Ping 王平 - Wei Yan 魏延 - Wu Ban 吳班 - Wu Lan 吳蘭 - Wu Yi 吳懿 - Xiahou Ba 夏侯霸 - Xiang Chong 向寵 - Yan Yan 嚴顏 - Yan Yu 閻宇 - Yong Kai 雍闓 - Zhang Bao 張苞 - Zhang Da 張達 - Zhang Fei 張飛 - Zhang Nan 張南 - Zhang Ni/Zhang Yi 張嶷 - Zhang Yi 張翼 - Zhang Zun 張遵 - Zhao Guang 趙廣 - Zhao Tong 趙統 - Zhao Yun 趙雲 - Zhou Cang 周倉 - Zhu Bao 朱褒 - Zhuge Jing 諸葛京 - Zhuge Shang 諸葛尚 - Zhuge Zhan 諸葛瞻 |

## Dinastia deWu Orientali associats de la família Sun
| Fundador | Funcionaris civils i assessors | Oficials militars, generals de l'exèrcit i comandants |
| --- | --- | --- |
| - Sun Jian 孫堅 - Sun Ce 孫策 | - Bu Chan 步闡 - Bu Xie 步協 - Bu Zhi 步騭 - Chen Biao 陳表 - Cheng Bing 程秉 - Dong Chao 董朝 - Gu Tan 顧譚 - Gu Yong 顧雍 - He Zhi 何植 - Hua He 華覈 - Hua Xin 華歆 - Huan Jie 桓階 - Kan Ze 闞澤 - Lou Xuan 樓玄 - Lu Shu 魯淑 - Lu Su 魯肅 - Lü Fan 呂範 - Lü Ju 呂据 - Lu Yin 陸胤 - Luo Tong 駱統 - Pan Jun 潘浚 - Puyang Xing 濮陽興 - Quan Ji 全紀 - Quan Shang 全尚 - Teng Xiu 滕修 - Teng Yin 滕胤 - Wan Yu 萬彧 - Wang Dun 王惇 - Wei Zhao 韋昭 - Wu Can 吾粲 - Xue Xu 薛珝 - Xue Zong 薛綜 - Yu Fan 虞翻 - Yu Si 虞汜 - Yan Jun 嚴峻 - Zhang Zhao 張昭 - Zhang Hong 張紘 - Zhang Ti 張悌 - Zhang Wen 張溫 - Zhang Xiu 張休 - Zhuge Jin 諸葛瑾 | - Chen Wu 陳武 - Cheng Pu 程普 - Ding Feng 丁奉 - Ding Feng 丁封 - Dong Xi 董襲 - Fu Shiren 傅士仁 - Gan Ning 甘寧 - Guo Ma 郭馬 - Gu Li 谷利 - Han Dang 韓當 - He Qi 賀齊 - Huang Gai 黃蓋 - Jia Hua 賈華 - Jiang Qin 蔣欽 - Ling Cao 凌操 - Ling Tong 凌統 - Liu Cheng 劉丞 - Liu Lue 留略 - Liu Ping 留平 - Lu Kang 陸抗 - Lu Xun 陸遜 - Lü Meng 呂蒙 - Lü Dai 呂岱 - Ma Zhong 馬忠 - Mi Fang 糜芳 - Pan Zhang 潘璋 - Quan Cong 全琮 - Quan Duan 全端 - Quan Yi 全禕 - Quan Yi 全懌 - Sheng Man 盛曼 - Shi Shuo 施朔 - Song Qian 宋謙 - Sun Chen 孫綝 - Sun Huan 孫桓 - Sun Ji 孫冀 - Sun Xiu 孫秀 - Sun Jun 孫峻 - Sun Shao 孫韶 - Sun Xin 孫歆 - Taishi Ci 太史慈 - Taishi Xiang 太史享 - Tang Zi 唐咨 - Wu Jing 吳景 - Wu Yan 吾彥 - Wu Yan 伍延 - Xie Jing 謝旌 - Xu Sheng 徐盛 - Xue Ying 薛瑩 - Yu Quan 于詮 - Zhang Bu 張布 - Zhang Cheng 張承 - Zhou Fang 周魴 - Zhou Tai 周泰 - Zhou Yu 周瑜 - Zhu Ju 朱据 - Zhu Huan 朱桓 - Zhu Ran 朱然 - Zhu Yi 朱異 - Zhu Zhi 朱治 - Zhuge Ke 諸葛恪 - Zu Mao 祖茂 - Zuo Yi 左奕 |
| Emperadors | - Bu Chan 步闡 - Bu Xie 步協 - Bu Zhi 步騭 - Chen Biao 陳表 - Cheng Bing 程秉 - Dong Chao 董朝 - Gu Tan 顧譚 - Gu Yong 顧雍 - He Zhi 何植 - Hua He 華覈 - Hua Xin 華歆 - Huan Jie 桓階 - Kan Ze 闞澤 - Lou Xuan 樓玄 - Lu Shu 魯淑 - Lu Su 魯肅 - Lü Fan 呂範 - Lü Ju 呂据 - Lu Yin 陸胤 - Luo Tong 駱統 - Pan Jun 潘浚 - Puyang Xing 濮陽興 - Quan Ji 全紀 - Quan Shang 全尚 - Teng Xiu 滕修 - Teng Yin 滕胤 - Wan Yu 萬彧 - Wang Dun 王惇 - Wei Zhao 韋昭 - Wu Can 吾粲 - Xue Xu 薛珝 - Xue Zong 薛綜 - Yu Fan 虞翻 - Yu Si 虞汜 - Yan Jun 嚴峻 - Zhang Zhao 張昭 - Zhang Hong 張紘 - Zhang Ti 張悌 - Zhang Wen 張溫 - Zhang Xiu 張休 - Zhuge Jin 諸葛瑾 | - Chen Wu 陳武 - Cheng Pu 程普 - Ding Feng 丁奉 - Ding Feng 丁封 - Dong Xi 董襲 - Fu Shiren 傅士仁 - Gan Ning 甘寧 - Guo Ma 郭馬 - Gu Li 谷利 - Han Dang 韓當 - He Qi 賀齊 - Huang Gai 黃蓋 - Jia Hua 賈華 - Jiang Qin 蔣欽 - Ling Cao 凌操 - Ling Tong 凌統 - Liu Cheng 劉丞 - Liu Lue 留略 - Liu Ping 留平 - Lu Kang 陸抗 - Lu Xun 陸遜 - Lü Meng 呂蒙 - Lü Dai 呂岱 - Ma Zhong 馬忠 - Mi Fang 糜芳 - Pan Zhang 潘璋 - Quan Cong 全琮 - Quan Duan 全端 - Quan Yi 全禕 - Quan Yi 全懌 - Sheng Man 盛曼 - Shi Shuo 施朔 - Song Qian 宋謙 - Sun Chen 孫綝 - Sun Huan 孫桓 - Sun Ji 孫冀 - Sun Xiu 孫秀 - Sun Jun 孫峻 - Sun Shao 孫韶 - Sun Xin 孫歆 - Taishi Ci 太史慈 - Taishi Xiang 太史享 - Tang Zi 唐咨 - Wu Jing 吳景 - Wu Yan 吾彥 - Wu Yan 伍延 - Xie Jing 謝旌 - Xu Sheng 徐盛 - Xue Ying 薛瑩 - Yu Quan 于詮 - Zhang Bu 張布 - Zhang Cheng 張承 - Zhou Fang 周魴 - Zhou Tai 周泰 - Zhou Yu 周瑜 - Zhu Ju 朱据 - Zhu Huan 朱桓 - Zhu Ran 朱然 - Zhu Yi 朱異 - Zhu Zhi 朱治 - Zhuge Ke 諸葛恪 - Zu Mao 祖茂 - Zuo Yi 左奕 |
| - Sun Quan 孫權 - Sun Liang 孫亮 - Sun Xiu 孫休 - Sun Hao 孫皓 | - Bu Chan 步闡 - Bu Xie 步協 - Bu Zhi 步騭 - Chen Biao 陳表 - Cheng Bing 程秉 - Dong Chao 董朝 - Gu Tan 顧譚 - Gu Yong 顧雍 - He Zhi 何植 - Hua He 華覈 - Hua Xin 華歆 - Huan Jie 桓階 - Kan Ze 闞澤 - Lou Xuan 樓玄 - Lu Shu 魯淑 - Lu Su 魯肅 - Lü Fan 呂範 - Lü Ju 呂据 - Lu Yin 陸胤 - Luo Tong 駱統 - Pan Jun 潘浚 - Puyang Xing 濮陽興 - Quan Ji 全紀 - Quan Shang 全尚 - Teng Xiu 滕修 - Teng Yin 滕胤 - Wan Yu 萬彧 - Wang Dun 王惇 - Wei Zhao 韋昭 - Wu Can 吾粲 - Xue Xu 薛珝 - Xue Zong 薛綜 - Yu Fan 虞翻 - Yu Si 虞汜 - Yan Jun 嚴峻 - Zhang Zhao 張昭 - Zhang Hong 張紘 - Zhang Ti 張悌 - Zhang Wen 張溫 - Zhang Xiu 張休 - Zhuge Jin 諸葛瑾 | - Chen Wu 陳武 - Cheng Pu 程普 - Ding Feng 丁奉 - Ding Feng 丁封 - Dong Xi 董襲 - Fu Shiren 傅士仁 - Gan Ning 甘寧 - Guo Ma 郭馬 - Gu Li 谷利 - Han Dang 韓當 - He Qi 賀齊 - Huang Gai 黃蓋 - Jia Hua 賈華 - Jiang Qin 蔣欽 - Ling Cao 凌操 - Ling Tong 凌統 - Liu Cheng 劉丞 - Liu Lue 留略 - Liu Ping 留平 - Lu Kang 陸抗 - Lu Xun 陸遜 - Lü Meng 呂蒙 - Lü Dai 呂岱 - Ma Zhong 馬忠 - Mi Fang 糜芳 - Pan Zhang 潘璋 - Quan Cong 全琮 - Quan Duan 全端 - Quan Yi 全禕 - Quan Yi 全懌 - Sheng Man 盛曼 - Shi Shuo 施朔 - Song Qian 宋謙 - Sun Chen 孫綝 - Sun Huan 孫桓 - Sun Ji 孫冀 - Sun Xiu 孫秀 - Sun Jun 孫峻 - Sun Shao 孫韶 - Sun Xin 孫歆 - Taishi Ci 太史慈 - Taishi Xiang 太史享 - Tang Zi 唐咨 - Wu Jing 吳景 - Wu Yan 吾彥 - Wu Yan 伍延 - Xie Jing 謝旌 - Xu Sheng 徐盛 - Xue Ying 薛瑩 - Yu Quan 于詮 - Zhang Bu 張布 - Zhang Cheng 張承 - Zhou Fang 周魴 - Zhou Tai 周泰 - Zhou Yu 周瑜 - Zhu Ju 朱据 - Zhu Huan 朱桓 - Zhu Ran 朱然 - Zhu Yi 朱異 - Zhu Zhi 朱治 - Zhuge Ke 諸葛恪 - Zu Mao 祖茂 - Zuo Yi 左奕 |
| Noblesa i reialesa | - Bu Chan 步闡 - Bu Xie 步協 - Bu Zhi 步騭 - Chen Biao 陳表 - Cheng Bing 程秉 - Dong Chao 董朝 - Gu Tan 顧譚 - Gu Yong 顧雍 - He Zhi 何植 - Hua He 華覈 - Hua Xin 華歆 - Huan Jie 桓階 - Kan Ze 闞澤 - Lou Xuan 樓玄 - Lu Shu 魯淑 - Lu Su 魯肅 - Lü Fan 呂範 - Lü Ju 呂据 - Lu Yin 陸胤 - Luo Tong 駱統 - Pan Jun 潘浚 - Puyang Xing 濮陽興 - Quan Ji 全紀 - Quan Shang 全尚 - Teng Xiu 滕修 - Teng Yin 滕胤 - Wan Yu 萬彧 - Wang Dun 王惇 - Wei Zhao 韋昭 - Wu Can 吾粲 - Xue Xu 薛珝 - Xue Zong 薛綜 - Yu Fan 虞翻 - Yu Si 虞汜 - Yan Jun 嚴峻 - Zhang Zhao 張昭 - Zhang Hong 張紘 - Zhang Ti 張悌 - Zhang Wen 張溫 - Zhang Xiu 張休 - Zhuge Jin 諸葛瑾 | - Chen Wu 陳武 - Cheng Pu 程普 - Ding Feng 丁奉 - Ding Feng 丁封 - Dong Xi 董襲 - Fu Shiren 傅士仁 - Gan Ning 甘寧 - Guo Ma 郭馬 - Gu Li 谷利 - Han Dang 韓當 - He Qi 賀齊 - Huang Gai 黃蓋 - Jia Hua 賈華 - Jiang Qin 蔣欽 - Ling Cao 凌操 - Ling Tong 凌統 - Liu Cheng 劉丞 - Liu Lue 留略 - Liu Ping 留平 - Lu Kang 陸抗 - Lu Xun 陸遜 - Lü Meng 呂蒙 - Lü Dai 呂岱 - Ma Zhong 馬忠 - Mi Fang 糜芳 - Pan Zhang 潘璋 - Quan Cong 全琮 - Quan Duan 全端 - Quan Yi 全禕 - Quan Yi 全懌 - Sheng Man 盛曼 - Shi Shuo 施朔 - Song Qian 宋謙 - Sun Chen 孫綝 - Sun Huan 孫桓 - Sun Ji 孫冀 - Sun Xiu 孫秀 - Sun Jun 孫峻 - Sun Shao 孫韶 - Sun Xin 孫歆 - Taishi Ci 太史慈 - Taishi Xiang 太史享 - Tang Zi 唐咨 - Wu Jing 吳景 - Wu Yan 吾彥 - Wu Yan 伍延 - Xie Jing 謝旌 - Xu Sheng 徐盛 - Xue Ying 薛瑩 - Yu Quan 于詮 - Zhang Bu 張布 - Zhang Cheng 張承 - Zhou Fang 周魴 - Zhou Tai 周泰 - Zhou Yu 周瑜 - Zhu Ju 朱据 - Zhu Huan 朱桓 - Zhu Ran 朱然 - Zhu Yi 朱異 - Zhu Zhi 朱治 - Zhuge Ke 諸葛恪 - Zu Mao 祖茂 - Zuo Yi 左奕 |
| - Da Qiao 大喬 - Emperadriu Pan 潘氏 - Bu Lianshi 步夫人 - Dama Sun 孫氏 - Dama Wang 王氏 - Dama Wu 吳氏 - Dama Xie 謝氏 - Dama Xu 徐氏 - Qiao Xuan 喬玄 - Sun Ba 孫霸 - Sun Deng 孫登 - Sun Fen 孫奮 - Sun He 孫和 - Sun Jing 孫靜 - Sun Jiao 孫皎 - Sun Kuang 孫匡 - Sun Lang 孫朗 - Sun Luban 孫魯班 - Sun Shangxiang 孫尚香 - Sun Shao 孫紹 - Sun Yi 孫翊 - Sun Yu 孫瑜 - Xiao Qiao 小喬 | - Bu Chan 步闡 - Bu Xie 步協 - Bu Zhi 步騭 - Chen Biao 陳表 - Cheng Bing 程秉 - Dong Chao 董朝 - Gu Tan 顧譚 - Gu Yong 顧雍 - He Zhi 何植 - Hua He 華覈 - Hua Xin 華歆 - Huan Jie 桓階 - Kan Ze 闞澤 - Lou Xuan 樓玄 - Lu Shu 魯淑 - Lu Su 魯肅 - Lü Fan 呂範 - Lü Ju 呂据 - Lu Yin 陸胤 - Luo Tong 駱統 - Pan Jun 潘浚 - Puyang Xing 濮陽興 - Quan Ji 全紀 - Quan Shang 全尚 - Teng Xiu 滕修 - Teng Yin 滕胤 - Wan Yu 萬彧 - Wang Dun 王惇 - Wei Zhao 韋昭 - Wu Can 吾粲 - Xue Xu 薛珝 - Xue Zong 薛綜 - Yu Fan 虞翻 - Yu Si 虞汜 - Yan Jun 嚴峻 - Zhang Zhao 張昭 - Zhang Hong 張紘 - Zhang Ti 張悌 - Zhang Wen 張溫 - Zhang Xiu 張休 - Zhuge Jin 諸葛瑾 | - Chen Wu 陳武 - Cheng Pu 程普 - Ding Feng 丁奉 - Ding Feng 丁封 - Dong Xi 董襲 - Fu Shiren 傅士仁 - Gan Ning 甘寧 - Guo Ma 郭馬 - Gu Li 谷利 - Han Dang 韓當 - He Qi 賀齊 - Huang Gai 黃蓋 - Jia Hua 賈華 - Jiang Qin 蔣欽 - Ling Cao 凌操 - Ling Tong 凌統 - Liu Cheng 劉丞 - Liu Lue 留略 - Liu Ping 留平 - Lu Kang 陸抗 - Lu Xun 陸遜 - Lü Meng 呂蒙 - Lü Dai 呂岱 - Ma Zhong 馬忠 - Mi Fang 糜芳 - Pan Zhang 潘璋 - Quan Cong 全琮 - Quan Duan 全端 - Quan Yi 全禕 - Quan Yi 全懌 - Sheng Man 盛曼 - Shi Shuo 施朔 - Song Qian 宋謙 - Sun Chen 孫綝 - Sun Huan 孫桓 - Sun Ji 孫冀 - Sun Xiu 孫秀 - Sun Jun 孫峻 - Sun Shao 孫韶 - Sun Xin 孫歆 - Taishi Ci 太史慈 - Taishi Xiang 太史享 - Tang Zi 唐咨 - Wu Jing 吳景 - Wu Yan 吾彥 - Wu Yan 伍延 - Xie Jing 謝旌 - Xu Sheng 徐盛 - Xue Ying 薛瑩 - Yu Quan 于詮 - Zhang Bu 張布 - Zhang Cheng 張承 - Zhou Fang 周魴 - Zhou Tai 周泰 - Zhou Yu 周瑜 - Zhu Ju 朱据 - Zhu Huan 朱桓 - Zhu Ran 朱然 - Zhu Yi 朱異 - Zhu Zhi 朱治 - Zhuge Ke 諸葛恪 - Zu Mao 祖茂 - Zuo Yi 左奕 |
| Altres | - Bu Chan 步闡 - Bu Xie 步協 - Bu Zhi 步騭 - Chen Biao 陳表 - Cheng Bing 程秉 - Dong Chao 董朝 - Gu Tan 顧譚 - Gu Yong 顧雍 - He Zhi 何植 - Hua He 華覈 - Hua Xin 華歆 - Huan Jie 桓階 - Kan Ze 闞澤 - Lou Xuan 樓玄 - Lu Shu 魯淑 - Lu Su 魯肅 - Lü Fan 呂範 - Lü Ju 呂据 - Lu Yin 陸胤 - Luo Tong 駱統 - Pan Jun 潘浚 - Puyang Xing 濮陽興 - Quan Ji 全紀 - Quan Shang 全尚 - Teng Xiu 滕修 - Teng Yin 滕胤 - Wan Yu 萬彧 - Wang Dun 王惇 - Wei Zhao 韋昭 - Wu Can 吾粲 - Xue Xu 薛珝 - Xue Zong 薛綜 - Yu Fan 虞翻 - Yu Si 虞汜 - Yan Jun 嚴峻 - Zhang Zhao 張昭 - Zhang Hong 張紘 - Zhang Ti 張悌 - Zhang Wen 張溫 - Zhang Xiu 張休 - Zhuge Jin 諸葛瑾 | - Chen Wu 陳武 - Cheng Pu 程普 - Ding Feng 丁奉 - Ding Feng 丁封 - Dong Xi 董襲 - Fu Shiren 傅士仁 - Gan Ning 甘寧 - Guo Ma 郭馬 - Gu Li 谷利 - Han Dang 韓當 - He Qi 賀齊 - Huang Gai 黃蓋 - Jia Hua 賈華 - Jiang Qin 蔣欽 - Ling Cao 凌操 - Ling Tong 凌統 - Liu Cheng 劉丞 - Liu Lue 留略 - Liu Ping 留平 - Lu Kang 陸抗 - Lu Xun 陸遜 - Lü Meng 呂蒙 - Lü Dai 呂岱 - Ma Zhong 馬忠 - Mi Fang 糜芳 - Pan Zhang 潘璋 - Quan Cong 全琮 - Quan Duan 全端 - Quan Yi 全禕 - Quan Yi 全懌 - Sheng Man 盛曼 - Shi Shuo 施朔 - Song Qian 宋謙 - Sun Chen 孫綝 - Sun Huan 孫桓 - Sun Ji 孫冀 - Sun Xiu 孫秀 - Sun Jun 孫峻 - Sun Shao 孫韶 - Sun Xin 孫歆 - Taishi Ci 太史慈 - Taishi Xiang 太史享 - Tang Zi 唐咨 - Wu Jing 吳景 - Wu Yan 吾彥 - Wu Yan 伍延 - Xie Jing 謝旌 - Xu Sheng 徐盛 - Xue Ying 薛瑩 - Yu Quan 于詮 - Zhang Bu 張布 - Zhang Cheng 張承 - Zhou Fang 周魴 - Zhou Tai 周泰 - Zhou Yu 周瑜 - Zhu Ju 朱据 - Zhu Huan 朱桓 - Zhu Ran 朱然 - Zhu Yi 朱異 - Zhu Zhi 朱治 - Zhuge Ke 諸葛恪 - Zu Mao 祖茂 - Zuo Yi 左奕 |
| - Cen Hun 岑昏 - Li Yi 李異 - Sun Song - Sun Yi 孫異 - Xiu Yan | - Bu Chan 步闡 - Bu Xie 步協 - Bu Zhi 步騭 - Chen Biao 陳表 - Cheng Bing 程秉 - Dong Chao 董朝 - Gu Tan 顧譚 - Gu Yong 顧雍 - He Zhi 何植 - Hua He 華覈 - Hua Xin 華歆 - Huan Jie 桓階 - Kan Ze 闞澤 - Lou Xuan 樓玄 - Lu Shu 魯淑 - Lu Su 魯肅 - Lü Fan 呂範 - Lü Ju 呂据 - Lu Yin 陸胤 - Luo Tong 駱統 - Pan Jun 潘浚 - Puyang Xing 濮陽興 - Quan Ji 全紀 - Quan Shang 全尚 - Teng Xiu 滕修 - Teng Yin 滕胤 - Wan Yu 萬彧 - Wang Dun 王惇 - Wei Zhao 韋昭 - Wu Can 吾粲 - Xue Xu 薛珝 - Xue Zong 薛綜 - Yu Fan 虞翻 - Yu Si 虞汜 - Yan Jun 嚴峻 - Zhang Zhao 張昭 - Zhang Hong 張紘 - Zhang Ti 張悌 - Zhang Wen 張溫 - Zhang Xiu 張休 - Zhuge Jin 諸葛瑾 | - Chen Wu 陳武 - Cheng Pu 程普 - Ding Feng 丁奉 - Ding Feng 丁封 - Dong Xi 董襲 - Fu Shiren 傅士仁 - Gan Ning 甘寧 - Guo Ma 郭馬 - Gu Li 谷利 - Han Dang 韓當 - He Qi 賀齊 - Huang Gai 黃蓋 - Jia Hua 賈華 - Jiang Qin 蔣欽 - Ling Cao 凌操 - Ling Tong 凌統 - Liu Cheng 劉丞 - Liu Lue 留略 - Liu Ping 留平 - Lu Kang 陸抗 - Lu Xun 陸遜 - Lü Meng 呂蒙 - Lü Dai 呂岱 - Ma Zhong 馬忠 - Mi Fang 糜芳 - Pan Zhang 潘璋 - Quan Cong 全琮 - Quan Duan 全端 - Quan Yi 全禕 - Quan Yi 全懌 - Sheng Man 盛曼 - Shi Shuo 施朔 - Song Qian 宋謙 - Sun Chen 孫綝 - Sun Huan 孫桓 - Sun Ji 孫冀 - Sun Xiu 孫秀 - Sun Jun 孫峻 - Sun Shao 孫韶 - Sun Xin 孫歆 - Taishi Ci 太史慈 - Taishi Xiang 太史享 - Tang Zi 唐咨 - Wu Jing 吳景 - Wu Yan 吾彥 - Wu Yan 伍延 - Xie Jing 謝旌 - Xu Sheng 徐盛 - Xue Ying 薛瑩 - Yu Quan 于詮 - Zhang Bu 張布 - Zhang Cheng 張承 - Zhou Fang 周魴 - Zhou Tai 周泰 - Zhou Yu 周瑜 - Zhu Ju 朱据 - Zhu Huan 朱桓 - Zhu Ran 朱然 - Zhu Yi 朱異 - Zhu Zhi 朱治 - Zhuge Ke 諸葛恪 - Zu Mao 祖茂 - Zuo Yi 左奕 |

| Emperadors i reialesa | Nobles, senyors de la guerra i oficials |
| --- | --- |
| - Emperador Ling de Han 漢靈帝 - Príncep de Hongnong 漢少帝 - Emperador Xian de Han 漢獻帝 - Emperadriu Cao 曹皇后 - Emperadriu Dowager (viuda amb títol de noblesa) Dong 董太皇太后 - Emperadriu Dowager (viuda amb títol de noblesa) He 何太后 - Emperadriu Fu Shou 伏壽皇后                       | - Bao Xin 鮑信 - Cao Cao 曹操 - Ding Yuan 丁原 - Dong Cheng 董承 - Dong Zhuo 董卓 - Gong Jing 龔景 - Gongsun Zan 公孫瓚 - Han Fu 韓馥 - He Jin 何進 - He Miao 何苗 - Hua Xin 華歆 - Huangfu Song 皇甫嵩 - Kong Rong 孔融 - Kong Zhou 孔伷 - Liu Bei 劉備 - Liu Dai 劉岱 - Liu Yan 劉焉 - Liu Yao 劉繇 - Liu Yu 劉虞 - Liu Zhang 劉璋 - Lu Zhi 盧植 - Ma Teng 馬騰 - Qiao Mao 橋瑁 - Shisun Rui 士孫瑞 - Sun Jian 孫堅 - Tao Qian 陶謙 - Tian Kai 田楷 - Wang Kuang 王匡 - Wang Lang 王朗 - Wang Yun 王允 - Wei Feng 魏諷 - Yuan Shao 袁紹 - Yuan Shu 袁術 - Yuan Yi 袁遺 - Zhang Miao 張邈 - Zhang Wen 張溫 - Zhang Yang 張楊 - Zhu Jun 朱儁 |
| Eunucs | - Bao Xin 鮑信 - Cao Cao 曹操 - Ding Yuan 丁原 - Dong Cheng 董承 - Dong Zhuo 董卓 - Gong Jing 龔景 - Gongsun Zan 公孫瓚 - Han Fu 韓馥 - He Jin 何進 - He Miao 何苗 - Hua Xin 華歆 - Huangfu Song 皇甫嵩 - Kong Rong 孔融 - Kong Zhou 孔伷 - Liu Bei 劉備 - Liu Dai 劉岱 - Liu Yan 劉焉 - Liu Yao 劉繇 - Liu Yu 劉虞 - Liu Zhang 劉璋 - Lu Zhi 盧植 - Ma Teng 馬騰 - Qiao Mao 橋瑁 - Shisun Rui 士孫瑞 - Sun Jian 孫堅 - Tao Qian 陶謙 - Tian Kai 田楷 - Wang Kuang 王匡 - Wang Lang 王朗 - Wang Yun 王允 - Wei Feng 魏諷 - Yuan Shao 袁紹 - Yuan Shu 袁術 - Yuan Yi 袁遺 - Zhang Miao 張邈 - Zhang Wen 張溫 - Zhang Yang 張楊 - Zhu Jun 朱儁 |
| - Bi Lan 畢嵐 - Cao Jie 曹節 - Cheng Kuang 程曠 - Duan Gui 段珪 - Feng Xu 封諝 - Gao Wang 高望 - Guo Sheng 郭勝 - Han Kui 韓悝 - Hou Lan 侯覽 - Jian Shuo 蹇碩 - Song Dian 宋典 - Su Song 栗嵩 - Sun Zhang 孫璋 - Xia Yun 夏惲 - Zhang Gong 張恭 - Zhang Rang 張讓 - Zhao Zhong 趙忠 - Zuo Feng 左豐 | - Bao Xin 鮑信 - Cao Cao 曹操 - Ding Yuan 丁原 - Dong Cheng 董承 - Dong Zhuo 董卓 - Gong Jing 龔景 - Gongsun Zan 公孫瓚 - Han Fu 韓馥 - He Jin 何進 - He Miao 何苗 - Hua Xin 華歆 - Huangfu Song 皇甫嵩 - Kong Rong 孔融 - Kong Zhou 孔伷 - Liu Bei 劉備 - Liu Dai 劉岱 - Liu Yan 劉焉 - Liu Yao 劉繇 - Liu Yu 劉虞 - Liu Zhang 劉璋 - Lu Zhi 盧植 - Ma Teng 馬騰 - Qiao Mao 橋瑁 - Shisun Rui 士孫瑞 - Sun Jian 孫堅 - Tao Qian 陶謙 - Tian Kai 田楷 - Wang Kuang 王匡 - Wang Lang 王朗 - Wang Yun 王允 - Wei Feng 魏諷 - Yuan Shao 袁紹 - Yuan Shu 袁術 - Yuan Yi 袁遺 - Zhang Miao 張邈 - Zhang Wen 張溫 - Zhang Yang 張楊 - Zhu Jun 朱儁 |

| Fundador | Oficials militars, generals de l'exèrcit i comandants |
| --- | --- |
| - Sima Yan 司馬炎 | - Chen Qian 陳騫 - Du Yu 杜預 - Hu Fen 胡奮 - Jiang Ban 蒋班 - Luo Xian 羅憲 - Shi Bao 石苞 - Tang Bin 唐彬 - Wang Hun 王渾 - Wang Jun 王濬 - Wu Yan 吾彦 - Xue Ying 薛瑩 - Yang Hu 羊祜 - Yang Ji 楊濟 - Zhou Zhi 周旨 - Zhuge Xu 諸葛緒 |
| Funcionaris civils i assessors | - Chen Qian 陳騫 - Du Yu 杜預 - Hu Fen 胡奮 - Jiang Ban 蒋班 - Luo Xian 羅憲 - Shi Bao 石苞 - Tang Bin 唐彬 - Wang Hun 王渾 - Wang Jun 王濬 - Wu Yan 吾彦 - Xue Ying 薛瑩 - Yang Hu 羊祜 - Yang Ji 楊濟 - Zhou Zhi 周旨 - Zhuge Xu 諸葛緒 |
| - Chen Shou 陳壽 - He Zhi 何植 - Jia Chong 賈充 - Pei Xiu 裴秀 - Teng Xiu 滕修 - Wang Rong 王戎 - Wang Xiang 王祥 - Wang Ye 王業 - Zhang Hua 張華 | - Chen Qian 陳騫 - Du Yu 杜預 - Hu Fen 胡奮 - Jiang Ban 蒋班 - Luo Xian 羅憲 - Shi Bao 石苞 - Tang Bin 唐彬 - Wang Hun 王渾 - Wang Jun 王濬 - Wu Yan 吾彦 - Xue Ying 薛瑩 - Yang Hu 羊祜 - Yang Ji 楊濟 - Zhou Zhi 周旨 - Zhuge Xu 諸葛緒 |
| Noblesa i reialesa | - Chen Qian 陳騫 - Du Yu 杜預 - Hu Fen 胡奮 - Jiang Ban 蒋班 - Luo Xian 羅憲 - Shi Bao 石苞 - Tang Bin 唐彬 - Wang Hun 王渾 - Wang Jun 王濬 - Wu Yan 吾彦 - Xue Ying 薛瑩 - Yang Hu 羊祜 - Yang Ji 楊濟 - Zhou Zhi 周旨 - Zhuge Xu 諸葛緒 |
| - Sima Wang 司馬望 - Sima You 司馬攸 - Sima Zhou 司馬伷                                                                                           | - Chen Qian 陳騫 - Du Yu 杜預 - Hu Fen 胡奮 - Jiang Ban 蒋班 - Luo Xian 羅憲 - Shi Bao 石苞 - Tang Bin 唐彬 - Wang Hun 王渾 - Wang Jun 王濬 - Wu Yan 吾彦 - Xue Ying 薛瑩 - Yang Hu 羊祜 - Yang Ji 楊濟 - Zhou Zhi 周旨 - Zhuge Xu 諸葛緒 |

| \| Nanman \| \| ---------------------------------------------------------------------------------------------------------------------------------------------------------------------------------------------------------------------------------------------------------------------------------- \| \| - Ahui Nan 阿會喃 - Dailai Dongzhu 帶來洞主 - Dong Tuna 董荼那 - Hua Man 花鬘 - Jinhuan Sanjie 金環三結 - King Duosi 朵思大王 - King Mulu 木鹿大王 - King Wutugu 兀突骨 - Lady Zhurong 祝融 - Mang Yachang 忙牙長 - Meng Huo 孟獲 - Meng Jie 孟節 - Meng You 孟優 - Yang Feng 楊鋒 \| \| Qiang \| \| - Ehe Shaoge 俄何燒戈 - King Midang 迷當大王 \| \| Sienpei \| \| - Budugen 步度根 - Kebineng 柯比能 \| \| Xiongnu \| \| - Liu Bao 劉豹 \| \| Altres \| \| - Shamoke 沙摩柯 \| | - Gongsun Fan 公孫範 - Gongsun Yue 公孫越 - Gongsun Zan 公孫瓚 - Liu Bei 劉備 - Tian Kai 田楷 - Zhang Yan 張燕 - Zhao Yun 趙雲 - Geng Wu 耿武 - Han Fu 韓馥 - Ju Shou 沮授 - Xun Chen 荀諶 - Zhang He 張郃 - Pan Feng 潘凤 - Han Xuan 韓玄 - Huang Zhong 黃忠 - Wei Yan 魏延 - Gong Zhi 鞏志 - Jin Xuan 金玄 - Jin Yi 金禕 - Kong Rong 孔融 - Taishi Ci 太史慈 - Wu Anguo 武安國 - Zong Bao | - Bei Yan 卑衍 - Gongsun Du 公孫度 - Gongsun Gong 公孫恭 - Gongsun Kang 公孫康 - Gongsun Yuan 公孫淵 - Jia Fan 賈範 - Lun Zhi 倫直 - Yang Zuo 楊祚 - Cai He 蔡和 - Cai Mao 蔡瑁 - Cai Zhong 蔡中 - Gan Ning 甘寧 - Han Song 韓嵩 - Huang Zhong 黃忠 - Huang Zu 黃祖 - Huo Jun 霍峻 - Kuai Liang 蒯良 - Kuai Yue 蒯越 - Lady Cai 蔡氏 - Liu Biao 劉表 - Liu Cong 劉琮 - Liu Pan 劉磐 - Liu Qi 劉琦 - Lou Gui 婁圭 - Su Fei 蘇飛 - Wang Can 王粲 - Wen Pin 文聘 - Wang Wei 王威 - Wei Yan 魏延 - Wu Ju 吳巨 - Xiang Lang 向朗 - Yi Ji 伊籍 - Zhang Yun 張允 |
| Nanman | | |
| - Ahui Nan 阿會喃 - Dailai Dongzhu 帶來洞主 - Dong Tuna 董荼那 - Hua Man 花鬘 - Jinhuan Sanjie 金環三結 - King Duosi 朵思大王 - King Mulu 木鹿大王 - King Wutugu 兀突骨 - Lady Zhurong 祝融 - Mang Yachang 忙牙長 - Meng Huo 孟獲 - Meng Jie 孟節 - Meng You 孟優 - Yang Feng 楊鋒 | | |
| Qiang | | |
| - Ehe Shaoge 俄何燒戈 - King Midang 迷當大王 | | |
| Sienpei | | |
| - Budugen 步度根 - Kebineng 柯比能 | | |
| Xiongnu | | |
| - Liu Bao 劉豹 | | |
| Altres | | |
| - Shamoke 沙摩柯 | | |

| - Liu Du 劉度 - Liu Xian 劉賢 - Xing Daorong 邢道榮 - Deng Zhi 鄧芝 - Dong He 董和 - Fa Zheng 法正 - Fei Shi 費詩 - Gao Pei 高沛 - Huang Quan 黃權 - Lei Tong 雷銅 - Leng Bao 冷苞 - Li Hui 李恢 - Li Yan 李嚴 - Liu Ba 劉巴 - Liu Gui 劉璝 - Liu Xun 劉循 - Liu Yan 劉焉 - Liu Zhang 劉璋 - Meng Da 孟達 - Pang Xi 龐羲 - Qiao Zhou 譙周 - Wang Lei 王累 - Wu Lan 吳蘭 - Wu Yi 吳懿 - Xu Jing 許靖 - Yan Yan 嚴顏 - Yang Huai 楊懷 - Zhang Ren 張任 - Zhang Song 張松 - Zhang Yi 張翼 - Zou Jing 鄒靖 | - Zhang Ying 張英 - Taishi Ci 太史慈 - Chen Heng 陳橫 - Fan Neng 樊能 - Liu Yao 劉繇 - Zuo Rong 笮融 - Cao Xing 曹性 - Chen Deng 陳登 - Chen Gong 陳宮 - Chen Gui 陳珪 - Cheng Lian 成廉 - Gao Shun 高順 - Hao Meng 郝萌 - Hou Cheng 侯成 - Lady Yan - Lü Bu 呂布 - Lü Lingqi 呂玲琦 - Song Xian 宋憲 - Sun Guan 孙观 - Wei Xu 魏續 - Zang Ba 臧霸 - Zhang Liao 張遼 - Zhang Miao 張邈 | - Cheng Gongying 成公英 - Cheng Yi 成宜 - Cheng Yin 程銀 - Han Sui 韓遂 - Hou Xuan 侯選 - Li Kan 李堪 - Liang Xing 梁興 - Ma Chao 馬超 - Ma Dai 馬岱 - Ma Teng 馬騰 - Ma Tie 馬鐵 - Ma Wan 馬玩 - Ma Xiu 馬休 - Ma Yunlu 馬雲騄 - Pang De 龐德 - Yang Qiu 楊秋 - Yan Xing 閻行 - Zhang Heng 張橫 - Shi Hui 士徽 - Shi Kuang 士匡 - Shi Xie 士燮 - Shi Yi 士壹 - Shi Zhi 士祗 |

| - Cao Bao 曹豹 - Chen Deng 陳登 - Chen Gui 陳珪 - Mi Zhu 糜竺 - Tao Qian 陶謙 - Yin Li 尹禮 - Zang Ba 臧霸 - Zhang Kai 張闓 - Zuo Rong 笮融 - Fang Yue 方悅 - Wang Kuang 王匡 - Wang Lang 王朗 - Xu Gong 許貢 - Xu Jing 許靖 - Yu Fan 虞翻 - Yan Baihu 嚴白虎 - Yan Yu 嚴輿 - Bo Cai 波才 - Han Xian 韓暹 - Han Zhong 韓忠 - He Man 何曼 - He Yi 何儀 - Gong Du 龔都 - Guan Hai 管亥 - Liu Pi 劉辟 - Ma Yuanyi 馬元儀 - Sun Xia 孫夏 - Sun Zhong 孫仲 - Yan Zheng 嚴政 - Zhang Bao 張寶 - Zhang Bo 波章 - Zhang Jue (Jiao) 張角 - Zhang Kai 張闓 - Zhang Liang 張梁 - Zhang Mancheng 張曼成 - Zhang Yan 張燕 - Zhao Hong 趙弘 | - Cen Pi 岑璧 - Chen Lin 陳琳 - Chen Zhen 陳震 - Chunyu Dao 淳于導 - Chunyu Qiong 淳于瓊 - Cui Yan 崔琰 - Dong Zhao 董昭 - Feng Ji 逢紀 - Gao Gan 高幹 - Gao Lan 高覽 - Gao Rou 高柔 - Guo Tu 郭圖 - Guo Yuan 郭援 - Han Juzi 韓莒子 - Ji Yong 季雍 - Jiang Yiqu 蔣義渠 - Jiao Chu 焦觸 - Ju Hu 沮鵠 - Ju Shou 沮授 - Lady Liu 劉氏 - Li Fu 李孚 - Liu Bei 劉備 - Lü Kuang 呂曠 - Lü Xiang 呂翔 - Lü Weihuang 呂威璜 - Qian Zhao 牽招 - Qu Yi 曲義 - Shen Pei 審配 - Su You 蘇由 - Sui Yuanjin 眭元進 - Tian Chou 田疇 - Tian Feng 田疇 - Wang Xiu 王修 - Wen Chou 文醜 - Xin Pi 辛毗 - Xin Ping 辛評 - Xu You 許攸 - Xun Chen 荀諶 - Yan Liang 顏良 - Yuan Shang 袁尚 - Yuan Shao 袁紹 - Yuan Tan 袁譚 - Yuan Xi 袁熙 - Zhang He 張郃 - Zhou Ang 周昂 - Zhou Yu (Renming) 周喁 - Zhu Ling 朱靈 | - Chen Ji (陳紀) - Chen Lan (陳蘭) - Han Yin (韓胤) - Ji Ling (紀靈) - Lei Bo (雷薄) - Li Feng (李豐) - Liang Gang (梁綱) - Liu Xun (劉勛) - Lü Fan (呂範) - Qiao Rui (橋蕤) - Sun Jian (孙坚) - Wu Jing (吳景) - Yan Xiang (閻象) - Yang Hong (楊弘) - Yu She (俞涉) - Yuan Huan (袁渙) - Yuan Shu (袁術) - Yuan Yao (袁耀) - Yuan Yin (袁胤) - Yue Jiu (樂就) - Zhang Xun (張勛) - Ma Chao 馬超 - Ma Dai 馬岱 - Pang De 龐德 - Yan Pu 閻圃 - Yang Ang 楊昂 - Yang Bai 楊柏 - Yang Ren 楊任 - Yang Song 楊松 - Zhang Lu 張魯 - Zhang Wei 張衛 - Hu Che'er 胡車兒 - Jia Xu 賈詡 - Lady Zou 鄒氏 - Zhang Ji 張濟 - Zhang Xiu 張繡 - Dong Zhao 董昭 - Mu Shun 穆順 - Sui Gu 眭固 - Yang Chou 楊醜 - Zhang Yang 張楊 |

## Altres
- Zhao Fan 趙範
- Cai Yan 蔡琰
- Gan Ji/Yu Ji 干吉/于吉
- Guan Lu 管輅
- Hua Tuo 華佗
- Huang Chengyan 黃承彥
- Lü Boshe 呂伯奢
- Mi Heng 禰衡
- Ou Xing 區星
- Sima Hui 司馬徽
- Xu Shao 許劭
- Zuo Ci 左慈
- Zhu Jianping 朱建平

## Ordenació alfabètica
| Nom                         | Nom estilitzat                | Any de naixement | Any de mort | Casa ancestral                                                                  | Paper                                                     | Lleialtat               | Lleialtat anterior                                                |
| --------------------------- | ----------------------------- | ---------------- | ----------- | ------------------------------------------------------------------------------- | --------------------------------------------------------- | ----------------------- | ----------------------------------------------------------------- |
| Bao Xin 鲍信                |                               | 152              | 192         | Comtat Pingyang, Taishan (en l'actualitat Xintai, Shandong)                     | General i polític                                         | Cao Cao                 | Dinastia Han                                                      |
| Bao Xun 鮑勛                | Shuye 叔業                    | Desconegut       | 226         | Comtat Pingyang, Taishan (en l'actualitat Xintai, Shandong)                     | General, polític                                          | Cao Wei                 |                                                                   |
| Bei Yan 卑衍                |                               | Desconegut       | Desconegut  |                                                                                 | General                                                   | Gongsun Yuan            |                                                                   |
| Bi Gui 畢軌                 | Zhaoxian 昭先                 | Desconegut       | 249         | Dongping (en l'actualitat Comtat de Dongping, Shandong)                         | Assessor                                                  | Cao Wei                 |                                                                   |
| Bi Lan 畢嵐                 |                               | Desconegut       | 189         |                                                                                 | Eunuc                                                     | Dinastia Han            |                                                                   |
| Emperadriu Bian 卞皇后      |                               | Desconegut       | Desconegut  | Kaiyang, Langya (en l'actualitat Districte Lanshan, Linyi, Shandong)            | Emperadriu                                                | Cao Wei                 |                                                                   |
| Dama Bian 卞氏              |                               | 159              | 230         | Kaiyang, Langya (actualment Districte Lanshan, Linyi, Shandong)                 | Emperadriu viuda                                          | Cao Wei                 |                                                                   |
| Bing Yuan 邴原              | Genju 根矩                    | Desconegut       | Desconegut  | Zhuxu, Beihai (oest de l'actual Comtat Changle, Shandong)                       | Polític, estudiós                                         | Cao Cao                 |                                                                   |
| Bo Cai 波才                 |                               | Desconegut       | 184         |                                                                                 | General                                                   | Rebels del Turbant Groc |                                                                   |
| Bu Chan 步闡                | Zhongsi 仲思                  | Desconegut       | 272         | Huaiyin, Linhuai (actualment Huai'an, Jiangsu)                                  | General                                                   | Dinastia Jin            | Wu Oriental                                                       |
| Bu Lianshi 步練師           |                               | Desconegut       | 238         | Huaiyin, Linhuai (actualment Huai'an, Jiangsu)                                  | Dama                                                      | Wu Oriental             |                                                                   |
| Bu Xie 步協                 |                               | Desconegut       | Desconegut  | Huaiyin, Linhuai (avui en dia Huai'an, Jiangsu)                                 | General                                                   | Wu Oriental             |                                                                   |
| Bu Zhi 步騭                 | Zishan 子山                   | Desconegut       | 247         | Huaiyin, Linhuai (actualment Huai'an, Jiangsu)                                  | Assessor, polític                                         | Wu Oriental             |                                                                   |
| Budugen 步度根              |                               | Desconegut       | 233         |                                                                                 | Líder tribal                                              | Xianbei                 |                                                                   |
| Dama Cai 蔡氏               |                               | Desconegut       | Desconegut  | Xiangyang (avui en dia Xiangyang, Hubei)                                        | Dama                                                      |                         | Liu Biao                                                          |
| Cai Mao 蔡瑁                | Degui 德珪                    | Desconegut       | Desconegut  | Xiangyang (avui en dia Xiangyang, Hubei)                                        | General                                                   | Cao Cao                 | Liu Biao                                                          |
| Cai Wenji 蔡琰              | Wenji 文姬                    | 177              | Desconegut  | Yu, Chenliu (sud de l'actual Comtat Qi, Henan)                                  | Músic i poeta                                             |                         |                                                                   |
| Cai Yang 蔡阳               |                               | Desconegut       | 201         |                                                                                 | General                                                   | Cao Cao                 |                                                                   |
| Cai Yong 蔡邕               | Bojie 伯喈                    | 132              | 192         | Yu, Chenliu (sud de l'actual Comtat Qi (Kaifeng) Henan)                         | Astrònom, cal·lígraf, matemàtic, músic, politic, estudiós | Dinastia Han            |                                                                   |
| Cang Ci 倉慈                | Xiaoren 孝仁                  | Desconegut       | Desconegut  | Huainan                                                                         | Polític                                                   | Cao Wei                 |                                                                   |
| Cao Ang 曹昂                | Zixiu 子脩                    | Desconegut       | 197         | Comtat de Qiao, Pei (actualment Bozhou, Anhui)                                  | Noble                                                     | Cao Cao                 |                                                                   |
| Cao Anmin 曹安民            |                               | Desconegut       | 197         | Comtat Qiao, Pei (avui en dia Bozhou, Anhui)                                    | Noble                                                     | Cao Cao                 |                                                                   |
| Cao Bao 曹豹                |                               | Desconegut       | 196         |                                                                                 | General                                                   | Lü Bu                   | Tao Qian, Liu Bei                                                 |
| Cao Biao 曹彪               | Zhuhu 朱虎                    | 195              | 251         | Comtat Qiao, Pei (avui en dia Bozhou, Anhui)                                    | Noble                                                     | Cao Wei                 |                                                                   |
| Cao Buxing 曹不興           |                               | Desconegut       | Desconegut  | Wuxing (avui en dia Huzhou, Zhejiang)                                           | Artista                                                   |                         |                                                                   |
| Cao Cao 曹操                | Mengde 孟德                   | 155              | 220         | Comtat Qiao, Pei (avui en dia Bozhou, Anhui)                                    | General, poeta, polític, senyor de la guerra              | Cao Cao                 | Dinastia Han                                                      |
| Cao Cheng 曹乘              |                               | Desconegut       | Desconegut  | Comtat Qiao, Pei (avui en dia Bozhou, Anhui)                                    | Noble                                                     | Cao Cao                 |                                                                   |
| Cao Chong 曹沖              | Cangshu 倉舒                  | 196              | 208         | Comtat Qiao, Pei (avui en dia Bozhou, Anhui)                                    | Noble                                                     | Cao Cao                 |                                                                   |
| Cao Chun 曹純               | Zihe 子和                     | Desconegut       | 210         | Comtat Qiao, Pei (avui en dia Bozhou, Anhui)                                    | General                                                   | Cao Cao                 |                                                                   |
| Cao Fang 曹芳               | Lanqing 蘭卿                  | 231              | 274         | Comtat Qiao, Pei (avui en dia Bozhou, Anhui)                                    | Emperador                                                 | Cao Wei                 |                                                                   |
| Cao Hong 曹洪               | Zilian 子廉                   | Desconegut       | 232         | Comtat Qiao, Pei (avui en dia Bozhou, Anhui)                                    | General                                                   | Cao Wei                 |                                                                   |
| Cao Huan 曹奐               | Jingming 景明                 | 246              | 302         | Comtat de Qiao, Pei (actualment Bozhou, Anhui)                                  | Emperador                                                 | Cao Wei                 |                                                                   |
| Cao Mao 曹髦                | Yanshi 彥士                   | 241              | 260         | Comtat de Qiao, Pei (actualment Bozhou, Anhui)                                  | Emperador                                                 | Cao Wei                 |                                                                   |
| Cao Pi 曹丕                 | Zihuan 子桓                   | 187              | 226         | Comtat de Qiao, Pei (actualment Bozhou, Anhui)                                  | Emperador                                                 | Cao Wei                 |                                                                   |
| Cao Ren 曹仁                | Zixiao 子孝                   | 168              | 223         | Comtat de Qiao, Pei (actualment Bozhou, Anhui)                                  | General                                                   | Cao Wei                 |                                                                   |
| Cao Rui 曹叡                | Yuanzhong 元仲                | 205              | 239         | Comtat de Qiao, Pei (actualment Bozhou, Anhui)                                  | Emperador                                                 | Cao Wei                 |                                                                   |
| Cao Rui 曹蕤                |                               | Desconegut       | Desconegut  | Comtat de Qiao, Pei (actualment Bozhou, Anhui)                                  | Noble                                                     | Cao Wei                 |                                                                   |
| Cao Shang 曹上              |                               | Desconegut       | Desconegut  | Comtat de Qiao, Pei (actualment Bozhou, Anhui)                                  | Noble                                                     | Cao Cao                 |                                                                   |
| Cao Shuang 曹爽             | Zhaobo 昭伯                   | Desconegut       | 249         | Comtat de Qiao, Pei (actualment Bozhou, Anhui)                                  | General i polític, regent                                 | Cao Wei                 |                                                                   |
| Cao Shuo 曹鑠               |                               | Desconegut       | Desconegut  | Comtat de Qiao, Pei (actualment Bozhou, Anhui)                                  | Noble                                                     | Cao Wei                 |                                                                   |
| Cao Xi 曹羲                 |                               | Desconegut       | 249         | Comtat de Qiao, Pei (actualment Bozhou, Anhui)                                  | General i polític                                         | Cao Wei                 |                                                                   |
| Cao Xing 曹性               |                               | Desconegut       | Desconegut  |                                                                                 | General                                                   | Lü Bu                   |                                                                   |
| Cao Xiong 曹熊              |                               | Desconegut       | Desconegut  | Comtat de Qiao, Pei (actualment Bozhou, Anhui)                                  | Noble                                                     | Cao Wei                 |                                                                   |
| Cao Xiu 曹休                | Wenlie 文烈                   | Desconegut       | 228         | Comtat de Qiao, Pei (actualment Bozhou, Anhui)                                  | General                                                   | Cao Wei                 |                                                                   |
| Cao Xun 曹詢                |                               | 231              | 244         | Comtat de Qiao, Pei (actualment Bozhou, Anhui)                                  | Noble                                                     | Cao Wei                 |                                                                   |
| Cao Zhang 曹彰              | Ziwen 子文                    | Desconegut       | 223         | Comtat de Qiao, Pei (actualment Bozhou, Anhui)                                  | General i noble                                           | Cao Wei                 |                                                                   |
| Cao Zhen 曹真               | Zidan 子丹                    | Desconegut       | 231         | Comtat de Qiao, Pei (actualment Bozhou, Anhui)                                  | General                                                   | Cao Wei                 |                                                                   |
| Cao Zhi 曹植                | Zijian 子建                   | 192              | 232         | Comtat de Qiao, Pei (actualment Bozhou, Anhui)                                  | Noble i poeta                                             | Cao Wei                 |                                                                   |
| Cen Hun 岑昏                |                               | Desconegut       | 280         |                                                                                 | Polític                                                   | Eastern Wu              |                                                                   |
| Chen Biao 陳表              | Wen'ao 文奧                   | 204              | 237         | Songzi, Lujiang (actualment Songzi, Hubei)                                      | General                                                   | Eastern Wu              |                                                                   |
| Chen Dao 陳到               | Shuzhi 叔至                   | Desconegut       | Desconegut  | Runan (actualment comtat de Runan, Henan)                                       | General                                                   | Shu Han                 |                                                                   |
| Chen Deng 陳登              | Yuanlong 元龍                 | Desconegut       | Desconegut  | Xiapi (actualment Pizhou, Jiangsu)                                              | Conseller, polític                                        | Cao Cao                 | Dinastia Han, Tao Qian, Liu Bei, Lü Bu                            |
| Chen Gong 陳宮              | Gongtai 公台                  | Desconegut       | 198         | Wuyang County, Dong (actualment comtat de Shen, Shandong)                       | Conseller, polític                                        | Lü Bu                   | Cao Cao                                                           |
| Chen Gui 陳珪               | Hanyu 漢瑜                    | Desconegut       | Desconegut  | Xiapi (actualment Pizhou, Jiangsu)                                              | Conseller i polític                                       | Cao Cao                 | Dinastia Han, Tao Qian, Liu Bei, Lü Bu                            |
| Chen Qun 陳群               | Changwen 長文                 | Desconegut       | 237         | Xuchang, Yingchuan (actualment comtat de Xuchang, Henan)                        | Polític                                                   | Cao Wei                 |                                                                   |
| Chen Shi 陳式               |                               | Desconegut       | Desconegut  |                                                                                 | General                                                   | Shu Han                 |                                                                   |
| Chen Shou 陳壽              | Chengzuo 承祚                 | 233              | 297         | Anhan County, Baxi (actualment Nanchong, Sichuan)                               | Historian, polític                                        | Dinastia Jin            | Shu Han                                                           |
| Chen Tai 陳泰               | Xuanbo 玄伯                   | Desconegut       | 260         | Xuchang, Yingchuan (est de l'actual comtat de Xuchang, Henan)                   | General i polític                                         | Cao Wei                 |                                                                   |
| Chen Zhen 陳震              | Xiaoqi 孝起                   | Desconegut       | 235         | Nanyang (avui en dia Nanyang, Henan)                                            | Polític                                                   | Shu Han                 |                                                                   |
| Cheng Gongying 成公英       |                               | Desconegut       | Desconegut  | Jincheng (al voltant de l'actual Lanzhou, Gansu i Xining, Qinghai)              | General                                                   | Cao Cao                 | Han Sui                                                           |
| Cheng Pu 程普               | Demou 德謀                    | Desconegut       | Desconegut  | Tuyin, Right Beiping (actualment Districte de Fengrun, Hebei)                   | General                                                   | Sun Quan                |                                                                   |
| Cheng Wu 程武               |                               | Desconegut       | Desconegut  | Dong'e, Dong (actualment comtat de Dong'e, Liaocheng, Shandong)                 | Conseller, polític                                        | Cao Wei                 |                                                                   |
| Cheng Yu 程昱               | Zhongde 仲德                  | 141              | 220         | Dong'e, Dong (actualment comtat de Dong'e, Liaocheng, Shandong)                 | Conseller i polític                                       | Cao Wei                 |                                                                   |
| Chunyu Qiong 淳于瓊         | Zhongjian 仲簡                | Desconegut       | 200         | Yingchuan (actualment Yuzhou, Henan)                                            | General                                                   | Yuan Shao               | Dinastia Han                                                      |
| Cui Yan 崔琰                | Jigui 季珪                    | 163              | 216         | Dongwu, Qinghe (nord-est de l'actual comtat de Wucheng, Shandong)               | Conseller, polític i erudit                               | Cao Cao                 | Yuan Shao                                                         |
| Cui Zhouping 崔州平         | Zhouping 州平                 | Desconegut       | Desconegut  | Boling (actualment comtat de Anping, Hebei)                                     |                                                           |                         |                                                                   |
| Deng Ai 鄧艾                | Shizai 士載                   | Desconegut       | 264         | Jiyang, Yiyang (actualment comtat de comtat de Xinye, Henan)                    | General                                                   | Cao Wei                 |                                                                   |
| Deng Zhi 鄧芝               | Bomiao 伯苗                   | Desconegut       | 251         | Xinye, Yiyang (actualment comtat de Xinye, Henan)                               | General, polític                                          | Shu Han                 |                                                                   |
| Dian Man 典滿               |                               | Desconegut       | Desconegut  | Jiwu, Chenliu (actualment comtat de Ningling, Henan)                            | General                                                   | Cao Wei                 |                                                                   |
| Dian Wei 典韋               |                               | Desconegut       | 197         | Jiwu, Chenliu (actualment comtat de Ningling, Henan)                            | General                                                   | Cao Cao                 |                                                                   |
| Ding Feng 丁奉              | Chengyuan 承淵                | Desconegut       | 271         | Anfeng, Lujiang (actualment comtat de Lujiang, Anhui)                           | General                                                   | Eastern Wu              |                                                                   |
| Ding Yi 丁儀                | Zhengli 正禮                  | Desconegut       | 220         | Pei (actualment comtat de Suixi, Anhui)                                         | Polític, erudit                                           | Cao Wei                 |                                                                   |
| Ding Yuan 丁原              | Jianyang 建陽                 | Desconegut       | 189         |                                                                                 | General, polític i senyor de la guerra                    | Ding Yuan               | Dinastia Han                                                      |
| Dong Cheng 董承             |                               | Desconegut       | 200         |                                                                                 | General, polític                                          | Dinastia Han            |                                                                   |
| Dong Min 董旻               | Shuying 叔穎                  | Desconegut       | 192         | Lintao, Longxi (actualment comtat de Min, Gansu)                                | General                                                   | Dong Zhuo               |                                                                   |
| Dong Xi 董襲                | Yuandai 元代                  | Desconegut       | 215         | Yuyao, Kuaiji (actualment Yuyao, Zhejiang)                                      | General                                                   | Sun Quan                |                                                                   |
| Dong Yun 董允               | Xiuzhao 休昭                  | Desconegut       | 246         | Zhijiang, Nan (actualment Zhijiang, Hubei)                                      | Polític                                                   | Shu Han                 | Liu Zhang                                                         |
| Dong Zhuo 董卓              | Zhongying 仲穎                | Desconegut       | 192         | Lintao, Longxi (actualment comtat de Min, Gansu)                                | General, polític i senyor de la guerra                    | Dong Zhuo               | Dinastia Han                                                      |
| Duan Gui 段珪               |                               | Desconegut       | 189         |                                                                                 | Eunuc                                                     | Dinastia Han            |                                                                   |
| Ehe Shaoge 俄何燒戈         |                               | Desconegut       | Desconegut  |                                                                                 | General                                                   | Qiang                   |                                                                   |
| Fa Zheng 法正               | Xiaozhi 孝直                  | 176              | 220         | Comtat de Mei, Fufeng (actualment comtat de Mei, Shaanxi)                       | Conseller, general, polític                               | Liu Bei                 | Liu Zhang                                                         |
| Fan Chou 樊稠               |                               | Desconegut       | 195         | Jincheng (a prop de Lanzhou, Gansu i Xining, Qinghai)                           | General                                                   | Dong Zhuo               |                                                                   |
| Fan Jian 樊建               | Changyuan 長元                | Desconegut       | Desconegut  | Yiyang (actualment comtat de comtat de Tongbai, Henan)                          | Polític                                                   | Shu Han                 |                                                                   |
| Fan Qiang 范彊              |                               | Desconegut       | Desconegut  |                                                                                 | General                                                   | Sun Quan                | Shu Han                                                           |
| Fei Shi 費詩                | Gongju 公舉                   | Desconegut       | Desconegut  | Nan'an, Qianwei (actualment Leshan, Sichuan)                                    | Polític                                                   | Shu Han                 | Liu Zhang                                                         |
| Fei Yao 費耀                |                               | Desconegut       | Desconegut  |                                                                                 | General                                                   | Cao Wei                 |                                                                   |
| Fei Yi 費禕                 | Wenwei 文偉                   | Desconegut       | 253         | Comtat de Meng, Jiangxia (actualment comtat de Xiaochang, Hubei)                | General, polític                                          | Shu Han                 |                                                                   |
| Feng Xi 馮習                | Xiuyuan 休元                  | Desconegut       | 222         | Gong'an, Nan (actualment comtat de Gong'an, Hubei)                              | General                                                   | Shu Han                 |                                                                   |
| Feng Xu 封諝                |                               | Desconegut       | Desconegut  |                                                                                 | Eunuc                                                     | Dinastia Han            |                                                                   |
| Fu Jia 傅嘏                 | Lanshi 蘭石                   | 209              | 255         | Niyang, Beidi (sud-est de l'actual Districte de Yaozhou, Shaanxi)               | Polític                                                   | Cao Wei                 |                                                                   |
| Fu Qian 傅僉                |                               | Desconegut       | 263         | Yiyang (actualment Xinyang, Henan)                                              | General                                                   | Shu Han                 |                                                                   |
| Gan Ji 干吉                 |                               | Desconegut       | 200         | Langya (actualment Jiaonan, Shandong)                                           | Fangshi, taoista                                          |                         |                                                                   |
| Gan Ning 甘寧               | Xingba 興霸                   | Desconegut       | Desconegut  | Linjiang, Ba (actualment comtat de Zhong, Chongqing)                            | General                                                   | Sun Quan                | Huang Zu                                                          |
| Gao Gan 高幹                |                               | Desconegut       | 206         | Yu, Chenliu (sud de l'actual comtat de Qi, Kaifeng, Henan)                      | Polític, senyor de la guerra                              | Cao Cao                 | Dinastia Han, Yuan Shao                                           |
| Gao Lan 高覽                |                               | Desconegut       | Desconegut  |                                                                                 | General                                                   | Cao Cao                 | Yuan Shao                                                         |
| Gao Rou 高柔                | Wenhui 文惠                   | 174              | 263         | Yu, Chenliu (sud de l'actual comtat de Qi, Kaifeng, Henan)                      | Polític                                                   | Cao Wei                 | Gao Gan                                                           |
| Gao Shun 高順               |                               | Desconegut       | 198         |                                                                                 | General                                                   | Lü Bu                   |                                                                   |
| Gong Jing 龔景              |                               | Desconegut       | Desconegut  |                                                                                 | Polític                                                   | Dinastia Han            |                                                                   |
| Gongsun Du 公孫度           | Shengji 升濟                  | Desconegut       | 204         | Xiangping, Liaodong (actualment Liaoyang, Liaoning)                             | Senyor de la guerra                                       | Dinastia Han            |                                                                   |
| Gongsun Fan 公孫範          |                               | Desconegut       | Desconegut  | Lingzhi, Liaoxi (actualment Qian'an, Hebei)                                     | General                                                   | Gongsun Zan             |                                                                   |
| Gongsun Gong 公孫恭         |                               | Desconegut       | Desconegut  | Xiangping, Liaodong (actualment Liaoyang, Liaoning)                             | Senyor de la guerra                                       | Cao Wei                 | Dinastia Han                                                      |
| Gongsun Kang 公孫康         |                               | Desconegut       | Desconegut  | Xiangping, Liaodong (actualment Liaoyang, Liaoning)                             | Senyor de la guerra                                       | Cao Cao                 | Dinastia Han                                                      |
| Gongsun Yuan 公孫淵         | Wenyi 文懿                    | Desconegut       | 238         | Xiangping, Liaodong (actualment Liaoyang, Liaoning)                             | General, senyor de la guerra                              | Gongsun Yuan            | Cao Wei                                                           |
| Gongsun Yue 公孫越          |                               | Desconegut       | 191         | Lingzhi, Liaoxi (actualment Qian'an, Hebei)                                     | General                                                   | Gongsun Zan             |                                                                   |
| Gongsun Zan 公孫瓚          | Bogui 伯珪                    | Desconegut       | 199         | Lingzhi, Liaoxi (actualment Qian'an, Hebei)                                     | General i senyor de la guerra                             | Gongsun Zan             | Dinastia Han                                                      |
| Gu Yong 顧雍                | Yuantan 元嘆                  | 168              | 243         | Comtat de Wu, Wu (actualment Suzhou, Jiangsu)                                   | Polític                                                   | Eastern Wu              |                                                                   |
| Guan Hai 管亥               |                               | Desconegut       | Desconegut  |                                                                                 | General                                                   | Yellow Turban rebels    |                                                                   |
| Guan Jing 關靖              | Shiqi 士起                    | Desconegut       | 199         | Taiyuan (actualment Taiyuan, Shanxi)                                            | Conseller, polític                                        | Gongsun Zan             |                                                                   |
| Guan Lu 管輅                | Gongming 公明                 | 209              | 256         | Pingyuan (actualment comtat de Pingyuan, Shandong)                              | Diviner, fangshi                                          |                         |                                                                   |
| Guan Ning 管寧              | You'an 幼安                   | 158              | 241         | Zhuxu, Beihai (actualment comtat de Changle, Shandong)                          | Polític, erudit                                           | Cao Wei                 |                                                                   |
| Guan Ping 關平              |                               | Desconegut       | 220         | Xie, Hedong (actualment Yuncheng, Shanxi)                                       | General                                                   | Liu Bei                 |                                                                   |
| Guan Tong 關統              |                               | Desconegut       | Desconegut  | Xie, Hedong (actualment Yuncheng, Shanxi)                                       | General                                                   | Shu Han                 |                                                                   |
| Guan Xing 關興              | Anguo 安國                    | Desconegut       | Desconegut  | Xie, Hedong (actualment Yuncheng, Shanxi)                                       | Polític                                                   | Shu Han                 |                                                                   |
| Guan Yu 關羽                | Yunchang 雲長                 | Desconegut       | 220         | Xie, Hedong (actualment Yuncheng, Shanxi)                                       | General                                                   | Liu Bei                 | Cao Cao                                                           |
| Guanqiu Jian 毌丘儉         | Zhonggong 仲恭                | Desconegut       | 255         | Wenxi, Hedong (actualment comtat de Wenxi, Shanxi)                              | General                                                   | Cao Wei                 |                                                                   |
| Guanqiu Xiu 毌丘秀          |                               | Desconegut       | Desconegut  | Wenxi, Hedong (actualment comtat de Wenxi, Shanxi)                              |                                                           | Cao Wei                 |                                                                   |
| Guo Huai 郭淮               | Boji 伯濟                     | 187              | 255         | Yangqu, Taiyuan (actualment Taiyuan, Shanxi)                                    | General                                                   | Cao Wei                 |                                                                   |
| Guo Jia 郭嘉                | Fengxiao 奉孝                 | 170              | 207         | Yangzhai, Yingchuan (actualment Yuzhou, Henan)                                  | Conseller i polític                                       | Cao Cao                 | Yuan Shao                                                         |
| Guo Nüwang 郭女王           |                               | 184              | 235         | Guangzong, Anping (actualment comtat de Guangzong, Hebei)                       | Emperadriu                                                | Cao Wei                 |                                                                   |
| Guo Si 郭汜                 |                               | Desconegut       | 197         | Zhangye (nord-oest de l'actual Zhangye, Gansu)                                  | General, senyor de la guerra                              | Guo Si                  | Dong Zhuo                                                         |
| Guo Tu 郭圖                 | Gongze 公則                   | Desconegut       | 205         | Yingchuan (actualment ciutat de Yuzhou, Henan)                                  | Conseller i polític                                       | Yuan Tan                | Han Fu, Yuan Shao                                                 |
| Guo Yi 郭奕                 | Boyi 伯益                     | Desconegut       | Desconegut  | Yangzhai, Yingchuan (actualment ciutat de Yuzhou, Henan)                        | Polític                                                   | Cao Wei                 |                                                                   |
| Guo Youzhi 郭攸之           | Yanchang 演長                 | Desconegut       | Desconegut  | Nanyang (actualment Nanyang, Henan)                                             | Polític                                                   | Shu Han                 |                                                                   |
| Guo Yuan 郭援               |                               | Desconegut       | 202         |                                                                                 | General                                                   | Yuan Shang              |                                                                   |
| Han Dang 韓當               | Yigong 義公                   | Desconegut       | 227         | Lingzhi, Liaoxi (actualment Qian'an, Hebei)                                     | General                                                   | Sun Quan                |                                                                   |
| Han Sui 韓遂                | Wenyue 文約                   | Desconeguda      | 215         | Jincheng (al voltant de l'actual Lanzhou, Gansu i Xining, Qinghai)              | Senyor de la guerra                                       | Han Sui                 |                                                                   |
| Han Xian 韓暹               |                               | Desconegut       | 197         |                                                                                 | Líder de bandits                                          |                         |                                                                   |
| Han Zhong 韓忠              |                               | Desconegut       | 184         |                                                                                 | General                                                   | Yellow Turban rebels    |                                                                   |
| Hao Zhao 郝昭               | Bodao 伯道                    | Desconegut       | Desconegut  | Taiyuan                                                                         | General                                                   | Cao Wei                 |                                                                   |
| He 何皇后                   |                               | Desconegut       | 189         | Comtat de Wan, Nanyang (actualment Nanyang, Henan)                              | Emperadriu, Emperadriu dowager                            | Dinastia Han            |                                                                   |
| He Jin 何進                 | Suigao 遂高                   | Desconegut       | 189         | Comtat de Wan, Nanyang (actualment Nanyang, Henan)                              | General, regent                                           | Dinastia Han            |                                                                   |
| He Man 何曼                 |                               | Desconegut       | Desconegut  |                                                                                 | General                                                   | Yellow Turban rebels    |                                                                   |
| He Qi 賀齊                  | Gongmiao 公苗                 | Desconegut       | 227         | Shanyin, Kuaiji (sud-oest de l'actual Shaoxing, Zhejiang)                       | General                                                   | Sun Quan                |                                                                   |
| He Yi 何儀                  |                               | Desconegut       | Desconegut  |                                                                                 | General                                                   | Yellow Turban rebels    |                                                                   |
| Hou Cheng 侯成              |                               | Desconegut       | Desconegut  |                                                                                 | General                                                   | Cao Cao                 | Lü Bu                                                             |
| Hou Xuan 侯選               |                               | Desconegut       | Desconegut  | Hedong (actualment Shanxi)                                                      | General                                                   | Cao Cao                 | Guanzhong coalition, Zhang Lu                                     |
| Hua He 華覈                 | Yongxian 永先                 | Desconegut       | Desconegut  | Wujin, Wu                                                                       | Polític                                                   | Eastern Wu              |                                                                   |
| Hua Tuo 華佗                | Yuanhua 元化                  | Desconegut       | 208         | Comtat de Qiao, Pei (actualment Bozhou, Anhui)                                  | Fangshi, metge                                            |                         |                                                                   |
| Hua Xin 華歆                | Ziyu 子魚                     | 157              | 232         | Gaotang, Pingyuan (sud-oest de l'actual Yucheng, Shandong)                      | Polític                                                   | Cao Wei                 | Dinastia Han, Sun Ce, Sun Quan                                    |
| Hua Xiong 華雄              |                               | Desconegut       | 191         |                                                                                 | General                                                   | Dong Zhuo               |                                                                   |
| Huan Fan 桓範               | Yuanze 元則                   | Desconegut       | 249         | Longkang, Pei (nord de l'actual Longkang Town, comtat de Huaiyuan, Anhui)       | Conseller, polític                                        | Cao Wei                 |                                                                   |
| Huan Jie 桓階               | Boxu 伯緒                     | Desconegut       | Desconegut  | Linxiang, Changsha (actualment Changsha, Hunan)                                 | Polític                                                   | Cao Wei                 | Sun Jian, Zhang Xian, Liu Biao                                    |
| Huang Gai 黃蓋              | Gongfu 公覆                   | Desconegut       | Desconegut  | Quanling, Lingling (nord de l'actual District de Lingling, Hunan)               | General                                                   | Sun Quan                |                                                                   |
| Huang Hao 黄皓              |                               | Desconegut       | Desconegut  |                                                                                 | Eunuc                                                     | Shu Han                 |                                                                   |
| Huang Quan 黃權             | Gongheng 公衡                 | Desconegut       | 240         | Langzhong, Baxi (actualment Langzhong, Sichuan)                                 | General, polític                                          | Cao Wei                 | Liu Zhang, Shu Han                                                |
| Huang Zhong 黃忠            | Hansheng 漢升                 | Desconegut       | 220         | Nanyang (actualment Nanyang, Henan)                                             | General                                                   | Shu Han                 | Liu Biao, Han Xuan                                                |
| Jia Chong 賈充              | Gonglü 公閭                   | 217              | 282         | comtat de Xiangling, Pingyang (actualment comtat de Xiangfen, Shanxi)           | Conseller, polític, general                               | Dinastia Jin            | Cao Wei                                                           |
| Jia Fan 賈範                |                               | Desconegut       | 238         |                                                                                 | General                                                   | Gongsun Yuan            |                                                                   |
| Jia Kui 賈逵                | Liangdao 梁道                 | 174              | 228         | comtat de Xiangling, Hedong (sud-est de l'actual Linfen, Shanxi)                | General, polític                                          | Cao Wei                 |                                                                   |
| Jia Xu 賈詡                 | Wenhe 文和                    | 147              | 223         | Guzang, Wuwei (actualment Wuwei, Gansu)                                         | Conseller, polític                                        | Cao Wei                 | Dong Zhuo, Li Jue, Zhang Xiu                                      |
| Jian Shuo 蹇碩              |                               | Desconegut       | 189         |                                                                                 | Eunuc                                                     | Dinastia Han            |                                                                   |
| Jiang Gan 蔣幹              | Ziyi 子翼                     | Desconegut       | Desconegut  | Jiujiang (actualment comtat de Shou, Anhui)                                     | Conseller                                                 | Cao Cao                 |                                                                   |
| Jiang Shu 蔣舒              |                               | Desconegut       | Desconegut  |                                                                                 | General                                                   | Shu Han                 |                                                                   |
| Jiang Wei 姜維              | Boyue 伯約                    | 202              | 264         | comtat de Ji, Tianshui (sud-est de l'actual comtat de Gangu, Gansu)             | General                                                   | Shu Han                 | Cao Wei                                                           |
| Jin Yi 金禕                 | Dewei 德偉                    | Desconegut       | 218         | Jingzhao (actualment Shaanxi)                                                   | Polític                                                   | Dinastia Han            |                                                                   |
| Ju Shou 沮授                |                               | Desconegut       | 200         | Guangping, Julu (est de l'actual comtat de Jize, Hebei)                         | Conseller                                                 | Yuan Shao               |                                                                   |
| Kan Ze 闞澤                 | Derun 德潤                    | Desconegut       | 243         | Shanyin, Kuaiji (sud-est de l'actual Shaoxing, Zhejiang)                        | Polític, erudit                                           | Eastern Wu              |                                                                   |
| Kebineng 柯比能             |                               | Desconegut       | 235         |                                                                                 | Tribal leader                                             | Xianbei                 |                                                                   |
| Kong Rong 孔融              | Wenju 文舉                    | 153              | 208         | Lu (actualment Qufu, Shandong)                                                  | Polític, erudit, senyor de la guerra                      | Dinastia Han            |                                                                   |
| Kong Zhou 孔伷              | Gongxu 公緒                   | Desconegut       | Desconegut  | Chenliu (actualment Kaifeng, Henan)                                             | Polític, senyor de la guerra                              | Dinastia Han            |                                                                   |
| Kuai Liang 蒯良             | Zirou 子柔                    | Desconegut       | Desconegut  | Zhonglu, Nan (actualment comtat de Nanzhang, Hubei)                             | Conseller                                                 | Liu Biao                |                                                                   |
| Kuai Yue 蒯越               | Yidu 異度                     | Desconegut       | 214         | Zhonglu, Nan (actualment comtat de Nanzhang, Hubei)                             | Conseller, polític                                        | Cao Cao                 | Liu Biao                                                          |
| Lai Min 來敏                | Jingda 敬達                   | Desconegut       | Desconegut  | Xinye, Yiyang (actualment comtat de Xinye, Henan)                               | Conseller, polític                                        | Shu Han                 | Liu Zhang                                                         |
| Lei Bo 雷薄                 |                               | Desconegut       | Desconegut  | Lujiang (sud-oest of actualment comtat de Lujiang, Anhui)                       | General                                                   | Yuan Shu                |                                                                   |
| Lei Tong 雷銅               |                               | Desconegut       | 218         |                                                                                 | General                                                   | Liu Bei                 | Liu Zhang                                                         |
| Li Dian 李典                | Mancheng 曼成                 | Desconegut       | Desconegut  | Juye, Shanyang (actualment comtat de Juye, Shandong)                            | General                                                   | Cao Cao                 |                                                                   |
| Li Feng 李豐                | Anguo 安國                    | Desconegut       | 254         | comtat de Dong, Pingyi (actualment comtat de Dali, Shaanxi)                     | polític                                                   | Cao Wei                 |                                                                   |
| Li Fu 李福                  | Sunde 孫德                    | Desconegut       | 238         | Fu, Zitong (est de l'actual Mianyang, Sichuan)                                  | polític                                                   | Shu Han                 |                                                                   |
| Li Meng 李蒙                |                               | Desconegut       | 195         |                                                                                 | General                                                   | Dong Zhuo               |                                                                   |
| Li Ru 李儒                  | Wenyou 文優                   | Desconegut       | Desconegut  | Heyang, Pingyi                                                                  | Conseller, polític                                        | Dong Zhuo               |                                                                   |
| Li Tong 李通                | Wenda 文達                    | 168              | 209         | comtat de Pingchun, Jiangxia (actualment Xinyang, Henan)                        | General                                                   | Cao Cao                 |                                                                   |
| Li Yan 李嚴                 | Zhengfang 正方                | Desconegut       | 234         | Nanyang (actualment Nanyang, Henan)                                             | General, polític                                          | Shu Han                 | Liu Biao, Liu Zhang                                               |
| Liang Xi 梁習               | Ziyu 子虞                     | Desconegut       | 230         | Zhe, Chen                                                                       | General, polític                                          | Cao Wei                 |                                                                   |
| Liang Xing 梁興             |                               | Desconegut       | 212         | Pingyi (actualment Shaanxi)                                                     | General                                                   | Guanzhong coalition     |                                                                   |
| Liang Xu 梁緒               |                               | Desconegut       | Desconegut  | comtat de Ji, Tianshui (sud-est de l'actual comtat de Gangu, Gansu)             | Polític                                                   | Shu Han                 | Cao Wei                                                           |
| Liao Hua 廖化               | Yuanjian 元儉                 | Desconegut       | 264         | Zhonglu, Xiangyang (actualment Xiangyang, Hubei)                                | General                                                   | Shu Han                 |                                                                   |
| Liao Li 廖立                | Gongyuan 公淵                 | Desconegut       | Desconegut  | Linyuan, Wuling (actualment Changde, Hunan)                                     | Polític                                                   | Shu Han                 |                                                                   |
| Ling Tong 凌統              | Gongji 公績                   | 189              | 217 / 237   | Yuhang, Wu (actualment Districte de Yuhang, Zhejiang)                           | General                                                   | Sun Quan                |                                                                   |
| Liu Ba 劉巴                 | Zichu 子初                    | 186              | 222         | Zhengyang, Lingling (actualment comtat de Shaodong, Hunan)                      | Conseller, polític                                        | Shu Han                 | Cao Cao, Liu Zhang                                                |
| Liu Bao 劉豹                |                               | Desconegut       | Desconegut  |                                                                                 | Líder tribal                                              | Xiongnu                 |                                                                   |
| Liu Bei 劉備                | Xuande 玄德                   | 161              | 223         | comtat de Zhuo, Zhuo (actualment Zhuozhou, Hebei)                               | Emperador                                                 | Shu Han                 | Dinastia Han, Gongsun Zan, Tao Qian, Cao Cao, Yuan Shao, Liu Biao |
| Liu Bian 劉辯               |                               | 173 / 176        | 190         |                                                                                 | Emperador                                                 | Dinastia Han            |                                                                   |
| Liu Biao 劉表               | Jingsheng 景升                | 142              | 208         | Gaoping, Shanyang (actualment Zoucheng, Shandong)                               | Noble, polític, senyor de la guerra                       | Liu Biao                | Dinastia Han                                                      |
| Liu Dai 劉岱                | Gongshan 公山                 | Desconegut       | 192         | Mouping, Donglai (nord-oest de l'actual Districte de Fushan, Yantai, Shandong)  | Noble, polític i senyor de la guerra                      | Dinastia Han            |                                                                   |
| Liu Fu 劉馥                 | Yuanying 元穎                 | Desconegut       | 208         | comtat de Xiang, Pei (nord-oest de l'actual comtat de Suixi, Anhui)             | Polític                                                   | Cao Cao                 | Dinastia Han                                                      |
| Liu Hui 劉徽                |                               | Desconegut       | Desconegut  | (actualment Districte de Zichuan, Zibo, Shandong)                               | Matemàtic                                                 |                         |                                                                   |
| Liu Shan 劉禪               | Gongsi 公嗣                   | 207              | 271         | comtat de Zhuo, Zhuo (actualment Zhuozhou, Hebei)                               | Emperador                                                 | Shu Han                 |                                                                   |
| Liu Xie 劉協                | Bohe 伯和                     | 181              | 234         |                                                                                 | Emperador                                                 | Dinastia Han            |                                                                   |
| Liu Yan 劉琰                | Weishuo 威碩                  | Desconegut       | 234         | Lu (actualment Qufu, Shandong)                                                  | Polític                                                   | Shu Han                 |                                                                   |
| Lu Ji 陸機                  | Shiheng 士衡                  | 261              | 303         | Comtat de Wu (actualment Suzhou, Jiangsu)                                       | Erudit, writer                                            | Dinastia Jin            | Eastern Wu                                                        |
| Lu Kai 陸凱                 | Jingfeng 敬風                 | 198              | 269         | Comtat de Wu, Wu (actualment Suzhou, Jiangsu)                                   | General, polític                                          | Eastern Wu              |                                                                   |
| Lu Kang 陸抗                | Youjie 幼節                   | 226              | 274         | Comtat de Wu, Wu (actualment Suzhou, Jiangsu)                                   | General                                                   | Eastern Wu              |                                                                   |
| Lu Mao 陸瑁                 | Zizhang 子璋                  | Desconegut       | 239         | Comtat de Wu, Wu (actualment Suzhou, Jiangsu)                                   | Polític                                                   | Eastern Wu              |                                                                   |
| Lu Shu 魯淑                 |                               | 217              | 274         | Dongcheng, Linhuai (sud-est de l'actual comtat de Dingyuan, Anhui)              | General                                                   | Eastern Wu              |                                                                   |
| Lu Su 魯肅                  | Zijing 子敬                   | 172              | 217         | Dongcheng, Linhuai (sud-est de l'actual Comtat Dingyuan, Anhui)                 | General, polític                                          | Sun Quan                |                                                                   |
| Lu Xun 陸遜                 | Boyan 伯言                    | 183              | 245         | Comtat de Wu, Wu (avui en dia Suzhou, Jiangsu)                                  | General, polític                                          | Wu Oriental             |                                                                   |
| Lu Yan 陸延                 |                               | Desconeguda      | Desconeguda | Comtat Wu, Wu (avui en dia Suzhou, Jiangsu)                                     |                                                           | Wu Oriental             |                                                                   |
| Lu Yin 陸胤                 | Jingzong 敬宗                 | Desconeguda      | Desconeguda | Comtat Wu, Wu (avui en dia Suzhou, Jiangsu)                                     | Polític                                                   | Wu Oriental             |                                                                   |
| Lu Yu 盧毓                  | Zijia 子家                    | 183              | 257         | Comtat Zhuo, Zhuo (avui en dia Comtat Zhuo, Hebei)                              | Polític                                                   | Cao Wei                 |                                                                   |
| Lu Yusheng 陆鬱生           |                               | Desconeguda      | Desconeguda | Comtat Wu, Wu (avui en dia Suzhou, Jiangsu)                                     |                                                           |                         |                                                                   |
| Lu Zhi 盧植                 | Zigan 子幹                    | Desconeguda      | 192         | Comtat Zhuo, Zhuo (avui en dia Zhuozhou, Hebei)                                 | General, polític, erudit                                  | Dinastia Han            |                                                                   |
| Lun Zhi 倫直                |                               | Desconeguda      | 238         |                                                                                 | General                                                   | Gongsun Yuan            |                                                                   |
| Lü Boshe 呂伯奢             |                               | Desconegut       | 189         | Chenggao (actualment Xingyang, Henan)                                           |                                                           |                         |                                                                   |
| Lü Bu 呂布                  | Fengxian 奉先                 | Desconegut       | 198         | Jiuyuan, Wuyuan (in actualment Baotou, Inner Mongolia)                          | General, senyor de la guerra                              | Lü Bu                   | Ding Yuan, Dong Zhuo                                              |
| Lü Dai 呂岱                 | Dinggong 定公                 | 161              | 256         | Hailing, Guangling (actualment Rugao, Jiangsu)                                  | General                                                   | Eastern Wu              |                                                                   |
| Lü Fan 呂範                 | Ziheng 子衡                   | Desconegut       | 228         | Xiyang, Runan (actualment comtat de Taihe, Anhui)                               | General                                                   | Sun Quan                |                                                                   |
| Lü Ju 呂据                  | Shiyi 世議                    | Desconegut       | 256         | Xiyang, Runan (actualment comtat de Taihe, Anhui)                               | General                                                   | Eastern Wu              |                                                                   |
| Lü Kuang 呂曠               |                               | Desconegut       | Desconegut  | Dongping (actualment comtat de Dongping, Shandong)                              | General                                                   | Cao Cao                 | Yuan Shao, Yuan Shang                                             |
| Lü Meng 呂蒙                | Ziming 子明                   | 178              | 220         | Fupo, Runan (sud-est de l'actual comtat de Funan, Anhui)                        | General                                                   | Sun Quan                |                                                                   |
| Lü Xiang 呂翔               |                               | Desconegut       | Desconegut  | Dongping (actualment comtat de Dongping, Shandong)                              | General                                                   | Cao Cao                 | Yuan Shao, Yuan Shang                                             |
| Luo Tong 駱統               | Gongxu 公緒                   | 193              | 228         | Wushang, Kuaiji (actualment Yiwu, Zhejiang)                                     | General                                                   | Sun Quan                |                                                                   |
| Ma Chao 馬超                | Mengqi 孟起                   | 176              | 222         | Maoling, Fufeng (nord-est de l'actual Xingping, Shaanxi)                        | General                                                   | Shu Han                 | Ma Teng, Ma Chao, Zhang Lu                                        |
| Ma Dai 馬岱                 |                               | Desconegut       | Desconegut  | Maoling, Fufeng (nord-est de l'actual Xingping, Shaanxi)                        | General                                                   | Shu Han                 | Ma Teng, Ma Chao, Zhang Lu                                        |
| Ma Jun 馬鈞                 | Deheng 德衡                   | Desconegut       | Desconegut  | Fufeng (actualment Xingping, Shaanxi)                                           | Enginyer mecànic, polític                                 | Cao Wei                 |                                                                   |
| Ma Liang 馬良               | Jichang 季常                  | 187              | 222         | Yicheng, Xiangyang (actualment Yicheng, Hubei)                                  | Conseller, general, polític                               | Shu Han                 |                                                                   |
| Ma Su 馬謖                  | Youchang 幼常                 | 190              | 228         | Yicheng, Xiangyang (actualment Yicheng, Hubei)                                  | Conseller, general, polític                               | Shu Han                 |                                                                   |
| Ma Teng 馬騰                | Shoucheng 壽成                | Desconegut       | 211         | Maoling, Fufeng (nord-est de l'actual Xingping, Shaanxi)                        | General, senyor de la guerra                              | Ma Teng                 | Dinastia Han                                                      |
| Ma Xiu 馬休                 |                               | Desconegut       | 211         | Maoling, Fufeng (nord-est de l'actual Xingping, Shaanxi)                        |                                                           | Ma Teng                 |                                                                   |
| Ma Yuanyi 馬元義            |                               | Desconegut       | 184         |                                                                                 | General                                                   | Yellow Turban rebels    |                                                                   |
| Man Chong 滿寵              | Boning 伯寧                   | Desconegut       | 242         | Changyi, Shanyang (actualment comtat de Juye, Shandong)                         | General                                                   | Cao Wei                 |                                                                   |
| Meng Da 孟達                | Zidu 子度                     | Desconegut       | 228         | Fufeng (sud-est de l'actual Xingping, Shaanxi)                                  | General                                                   | Cao Wei                 | Liu Zhang, Shu Han                                                |
| Meng Guang 孟光             | Xiaoyu 孝裕                   | Desconegut       | Desconegut  | Luoyang (actualment Luoyang, Henan)                                             | Conseller, polític                                        | Shu Han                 | Liu Zhang                                                         |
| Meng Huo 孟獲               |                               | Desconegut       | Desconegut  | Jianning (est de l'actual comtat de Jinning, Yunnan)                            | Local leader                                              | Shu Han                 | Nanman                                                            |
| Meng Jian 孟建              | Gongwei 公威                  | Desconegut       | Desconegut  | Runan (actualment comtat de Runan, Henan)                                       | General, polític                                          | Cao Wei                 |                                                                   |
| Mi Fang 靡芳                | Zifang 子方                   | Desconegut       | Desconegut  | Qu, Donghai (actualment Lianyungang, Jiangsu)                                   | General, polític                                          | Sun Quan                | Tao Qian, Shu Han                                                 |
| Mi Zhu 靡竺                 | Zizhong 子仲                  | Desconegut       | 221         | Qu, Donghai (actualment Lianyungang, Jiangsu)                                   | Conseller, polític                                        | Shu Han                 | Tao Qian                                                          |
| Ning Sui 寧隨               |                               | Desconegut       | Desconegut  |                                                                                 | General                                                   | Shu Han                 |                                                                   |
| Niu Fu 牛輔                 |                               | Desconegut       | 192         |                                                                                 | General, senyor de la guerra                              | Niu Fu                  | Dong Zhuo                                                         |
| Niu Jin 牛金                |                               | Desconegut       | Desconegut  | Nanyang (actualment Nanyang, Henan)                                             | General                                                   | Cao Wei                 |                                                                   |
| Pan Zhang 潘璋              | Wengui 文珪                   | Desconegut       | 234         | Fagan, Dong (est de l'actual comtat de Guan, Shandong)                          | General                                                   | Eastern Wu              |                                                                   |
| Pang De 龐德                | Lingming 令明                 | Desconegut       | 219         | Huandao, Nan'an (est de l'actual comtat de Longxi, Dingxi, Gansu)               | General                                                   | Cao Cao                 | Ma Teng, Ma Chao, Zhang Lu                                        |
| Pang Ji 逢紀                | Yuantu 元圖                   | Desconegut       | 202         | Nanyang (actualment Nanyang, Henan)                                             | Conseller                                                 | Yuan Shao               |                                                                   |
| Pang Tong 龐統              | Shiyuan 士元                  | 179              | 214         | Xiangyang (actualment Districte de Xiangzhou, Xiangyang, Hubei)                 | Conseller, general, polític                               | Liu Bei                 |                                                                   |
| Pei Xiu 裴秀                | Jiyan 季彥                    | 224              | 271         | Wenxi, Hedong (actualment comtat de Wenxi, Shanxi)                              | Cartògraf, geògraf, polític                               | Dinastia Jin            | Cao Wei                                                           |
| Qiao Zhou 譙周              | Yunnan 允南                   | 201              | 270         | Xichong, Baxi (actualment Langzhong, Sichuan)                                   | Polític, erudit                                           | Shu Han                 |                                                                   |
| Shamoke 沙摩柯              |                               | Desconegut       | 222         | Wuling (actualment Changde, Hunan)                                              | Tribal leader                                             |                         |                                                                   |
| Shen Pei 審配               | Zhengnan 正南                 | Desconegut       | 204         | Yin'an, Wei                                                                     | Conseller                                                 | Yuan Shang              | Yuan Shao                                                         |
| Shi Ren 士仁                | Junyi 君義                    | Desconegut       | Desconegut  | Guangyang (sud-oest de l'actual Districte Daxing, Beijing)                      | General                                                   | Sun Quan                | Shu Han                                                           |
| Shi Xie 士燮                | Weiyan 威彥                   | 137              | 226         | Guangxin, Cangwu (actualment comtat de Cangwu, Guangxi)                         | Senyor de la guerra                                       | Shi Xie                 | Dinastia Han                                                      |
| Sima Fang 司馬防            | Jiangong 建公                 | 149              | 219         | comtat de Wen, Henei (actualment comtat de Wen, Henan)                          | Polític                                                   | Dinastia Han            |                                                                   |
| Sima Hui 司馬徽             | Decao 德操                    | Desconegut       | Desconegut  | Yingchuan (actualment Yuzhou, Henan)                                            | Erudit                                                    |                         |                                                                   |
| Sima Shi 司馬師             | Ziyuan 子元                   | 208              | 255         | comtat de Wen, Henei (actualment comtat de Wen, Henan)                          | General, polític, regent                                  | Cao Wei                 |                                                                   |
| Sima Yan 司馬炎             | Anshi 安世                    | 236              | 290         | comtat de Wen, Henei (actualment comtat de Wen, Henan)                          | Emperador                                                 | Dinastia Jin            | Cao Wei                                                           |
| Sima Yi 司馬懿              | Zhongda 仲達                  | 179              | 251         | Xiaojing, comtat de Wen, Henei (actualment Zhaoxian Town, comtat de Wen, Henan) | General, polític, regent                                  | Cao Wei                 |                                                                   |
| Sima You 司馬攸             | Taiyou 大猷                   | 248              | 283         | comtat de Wen, Henei (actualment comtat de Wen, Henan)                          | Polític                                                   | Dinastia Jin            | Cao Wei                                                           |
| Sima Zhao 司馬昭            | Zishang 子上                  | 211              | 265         | comtat de Wen, Henei (actualment comtat de Wen, Henan)                          | General, polític, regent                                  | Cao Wei                 |                                                                   |
| Sima Zhou 司馬伷            | Zijiang 子将                  | 227              | 283         | comtat de Wen, Henei (actualment comtat de Wen, Henan)                          | General, polític                                          | Dinastia Jin            | Cao Wei                                                           |
| Song Dian 宋典              |                               | Desconegut       | 189         |                                                                                 | Eunuc                                                     | Dinastia Han            |                                                                   |
| Song Qian 宋謙              |                               | Desconegut       | Desconegut  |                                                                                 | General                                                   | Sun Quan                |                                                                   |
| Song Shou 宋壽              |                               | Desconegut       | Desconegut  |                                                                                 | Diviner                                                   |                         |                                                                   |
| Song Xian 宋憲              |                               | Desconegut       | Desconegut  |                                                                                 | General                                                   | Cao Cao                 | Lü Bu                                                             |
| Su Fei 蘇飛                 |                               | Desconegut       | Desconegut  |                                                                                 | General                                                   | Huang Zu                |                                                                   |
| Su You 蘇由                 |                               | Desconegut       | Desconegut  |                                                                                 | General                                                   | Cao Cao                 | Yuan Shang                                                        |
| Su Ze 蘇則                  | Wenshi 文師                   | Desconegut       | 224         | Wugong, Fufeng (actualment comtat de Wugong, Shaanxi)                           | Polític                                                   | Cao Wei                 | Dinastia Han                                                      |
| Sui Gu 眭固                 | Baitu 白兔                    | Desconegut       | 199         |                                                                                 | General                                                   | Zhang Yang              |                                                                   |
| Sui Yuanjin 眭元進          |                               | Desconegut       | 200         |                                                                                 | General                                                   | Yuan Shao               |                                                                   |
| dama Sun 孫氏               |                               | Desconegut       | Desconegut  | Fuchun, Wu (actualment Fuyang, Zhejiang)                                        | Noble dama                                                | Sun Quan                |                                                                   |
| Sun Ba 孫霸                 | Ziwei 子威                    | Desconegut       | 250         | Fuchun, Wu (actualment Fuyang, Zhejiang)                                        | Noble                                                     | Eastern Wu              |                                                                   |
| Sun Ben 孫賁                | Boyang 伯陽                   | Desconegut       | Desconegut  | Fuchun, Wu (actualment Fuyang, Zhejiang)                                        | General                                                   | Sun Quan                |                                                                   |
| Sun Ce 孫策                 | Bofu 伯符                     | 175              | 200         | Fuchun, Wu (actualment Fuyang, Zhejiang)                                        | General, senyor de la guerra                              | Sun Ce                  | Sun Jian, Yuan Shu                                                |
| Sun Deng 孫登               | Zigao 子高                    | 209              | 241         | Fuchun, Wu (actualment Fuyang, Zhejiang)                                        | Noble                                                     | Eastern Wu              |                                                                   |
| Sun Guan 孫觀               | Zhongtai 仲臺                 | Desconegut       | Desconegut  | Taishan (northest de l'actual Tai'an, Shandong)                                 | General                                                   | Cao Cao                 |                                                                   |
| Sun Fen 孫奮                | Ziyang 子揚                   | Desconegut       | 270         | Fuchun, Wu (actualment Fuyang, Zhejiang)                                        | Noble                                                     | Eastern Wu              |                                                                   |
| Sun Fu 孫輔                 | Guoyi 國儀                    | Desconegut       | Desconegut  | Fuchun, Wu (actualment Fuyang, Zhejiang)                                        | General                                                   | Sun Quan                |                                                                   |
| Sun Hao 孫皓                | Yuanzong 元宗                 | 242              | 284         | Fuchun, Wu (actualment Fuyang, Zhejiang)                                        | Emperador                                                 | Eastern Wu              |                                                                   |
| Sun He 孫河                 | Bohai 伯海                    | Desconegut       | 204         | Fuchun, Wu (actualment Fuyang, Zhejiang)                                        | General                                                   | Sun Quan                |                                                                   |
| Sun He 孫和                 | Zixiao 子孝                   | 224              | 253         | Fuchun, Wu (actualment Fuyang, Zhejiang)                                        | Noble                                                     | Eastern Wu              |                                                                   |
| Sun Jian 孫堅               | Wentai 文台                   | 155              | 191         | Fuchun, Wu (actualment Fuyang, Zhejiang)                                        | General, senyor de la guerra                              | Sun Jian                | Dinastia Han, Yuan Shu                                            |
| Sun Jiao 孫皎               | Shulang 叔朗                  | Desconegut       | 219         | Fuchun, Wu (actualment Fuyang, Zhejiang)                                        | General                                                   | Sun Quan                |                                                                   |
| Sun Jing 孫靜               | Youtai 幼台                   | Desconegut       | Desconegut  | Fuchun, Wu (actualment Fuyang, Zhejiang)                                        | General                                                   | Sun Quan                |                                                                   |
| Sun Jun 孫峻                | Ziyuan 子遠                   | 219              | 256         | Fuchun, Wu (actualment Fuyang, Zhejiang)                                        | General, regent                                           | Eastern Wu              |                                                                   |
| Sun Kuang 孫匡              | Jizuo 季佐                    | Desconegut       | Desconegut  | Fuchun, Wu (actualment Fuyang, Zhejiang)                                        | General                                                   | Eastern Wu              |                                                                   |
| Sun Lang 孫朗               | Zao'an 早安                   | Desconegut       | Desconegut  | Fuchun, Wu (actualment Fuyang, Zhejiang)                                        | General                                                   | Eastern Wu              |                                                                   |
| Sun Liang 孫亮              | Ziming 子明                   | 243              | 260         | Fuchun, Wu (actualment Fuyang, Zhejiang)                                        | Emperador                                                 | Eastern Wu              |                                                                   |
| Sun Quan 孫權               | Zhongmou 仲謀                 | 182              | 252         | Fuchun, Wu (actualment Fuyang, Zhejiang)                                        | Emperador                                                 | Eastern Wu              |                                                                   |
| Sun Shao 孫韶               | Gongli 公禮                   | 188              | 241         | Fuchun, Wu (actualment Fuyang, Zhejiang)                                        | General                                                   | Eastern Wu              |                                                                   |
| Sun Shao 孫紹               |                               | Desconegut       | Desconegut  | Fuchun, Wu (actualment Fuyang, Zhejiang)                                        | Noble                                                     | Eastern Wu              |                                                                   |
| Sun Xiu 孫休                | Zilie 子烈                    | 235              | 264         | Fuchun, Wu (actualment Fuyang, Zhejiang)                                        | Emperador                                                 | Eastern Wu              |                                                                   |
| Sun Xiu 孫秀                | Yancai 彥才                   | Desconegut       | Desconegut  | Fuchun, Wu (actualment Fuyang, Zhejiang)                                        | General                                                   | Dinastia Jin            | Eastern Wu                                                        |
| Taishi Ci 太史慈            | Ziyi 子義                     | 166              | 206         | Huang County, Donglai (actualment Longkou, Shandong)                            | General                                                   | Sun Quan                | Kong Rong, Liu Yao, Sun Ce                                        |
| Tang Zi 唐咨                |                               | Desconegut       | Desconegut  | Licheng                                                                         | General                                                   | Cao Wei                 | Eastern Wu                                                        |
| Teng Fanglan 滕芳蘭         |                               | Desconegut       | Desconegut  | Ju County, Beihai                                                               | Emperadriu                                                | Eastern Wu              |                                                                   |
| Teng Xiu 滕修               | Xianxian 顯先                 | Desconeguda      | 288         | Xi'e, Nanyang (nord de l'actual Nanyang, Henan)                                 | Polític                                                   | Dinastia Jin            | Wu Oriental                                                       |
| Tian Feng 田豐              | Yuanhao 元皓                  | Desconegut       | 200         | Julu (actualment comtat de Pingxiang, Hebei)                                    | Assessor                                                  | Yuan Shao               |                                                                   |
| Tian Kai 田楷               |                               | Desconeguda      | 199         |                                                                                 | General                                                   | Gongsun Zan             |                                                                   |
| Tian Yu 田豫                | Guorang 國讓                  | 171              | 252         | Yongnu County, Yuyang (nord-est de l'actual Districte de Wuqing, Tianjin)       | General, polític                                          | Cao Wei                 | Liu Bei, Gongsun Zan                                              |
| Wang Bi 王弼                | Fusi 輔嗣                     | 226              | 249         | Gaoping, Shanyang (actualment Zoucheng, Shandong)                               | Polític, xuanxue erudit                                   | Cao Wei                 |                                                                   |
| Wang Fan 王蕃               | Yongyuan 永元                 | 228              | 266         | Lujiang (sud-oest de l'actual comtat de Lujiang, Anhui)                         | Astrònom, matemàtic, polític                              | Eastern Wu              |                                                                   |
| Wang Fu 王甫                | Guoshan 國山                  | Desconegut       | 222         | Qi, Guanghan (actualment comtat de Santai, Sichuan)                             | Conseller, polític                                        | Shu Han                 | Liu Zhang                                                         |
| Wang Guan 王觀              | Weitai 偉臺                   | Desconegut       | 260         | Linqiu, Dong (sud-est de l'actual comtat de Fan, Henan)                         | Polític                                                   | Cao Wei                 |                                                                   |
| Wang Kang 王伉              |                               | Desconegut       | Desconegut  | Shu (actualment Chengdu, Sichuan)                                               | General                                                   | Shu Han                 |                                                                   |
| Wang Kuang 王匡             | Gongjie 公節                  | Desconegut       | Desconegut  | Taishan (nord-est de l'actual Tai'an, Shandong)                                 | Polític, senyor de la guerra                              | Dinastia Han            |                                                                   |
| Wang Lang 王朗              | Jingxing 景興                 | Desconegut       | 228         | Tan County, Donghai (actualment comtat de Tancheng, Shandong)                   | Polític, senyor de la guerra                              | Cao Wei                 | Dinastia Han                                                      |
| Wang Lei 王累               |                               | Desconegut       | 211         | Guanghan (actualment Xindu, Sichuan)                                            | Conseller                                                 | Liu Zhang               |                                                                   |
| Wang Lian 王連              | Wenyi 文儀                    | Desconegut       | Desconegut  | Nanyang (actualment Nanyang, Henan)                                             | Polític                                                   | Shu Han                 | Liu Zhang                                                         |
| Wang Shuang 王雙            | Ziquan 子全                   | Desconegut       | 228         |                                                                                 | General                                                   | Cao Wei                 |                                                                   |
| Wang Su 王肅                | Ziyong 子雍                   | 195              | 256         | Tan County, Donghai (actualment comtat de comtat de Tancheng, Shandong)         | Polític                                                   | Cao Wei                 |                                                                   |
| Wang Xiang 王祥             | Xiuzheng 休徵                 | 185              | 269         | Langya (actualment Jiaonan, Shandong)                                           | Polític                                                   | Dinastia Jin            | Cao Wei                                                           |
| Wang Xiu 王修               | Shuzhi 叔治                   | Desconegut       | Desconegut  | Yingling, Beihai (sud-est de l'actual comtat de Changle, Shandong)              | Conseller, polític                                        | Cao Cao                 | Kong Rong, Yuan Tan                                               |
| Wang Ye 王業                |                               | Desconeguda      | Desconeguda | Wuling (avui en dia Changde, Hunan)                                             | Polític                                                   | Dinastia Jin            | Cao Wei                                                           |
| Wang Yi 王異                |                               | Desconeguda      | Desconeguda |                                                                                 | Esposa de Zhao Ang                                        | Dinastia Han            |                                                                   |
| Wang Yuanji 王元姬          |                               | 217              | 268         | Comtat Tan, Donghai (avui en dia Comtat Tancheng, Shandong)                     | Emperadriu viuda                                          | Dinastia Jin            | Cao Wei                                                           |
| Wang Yun 王允               | Zishi 子師                    | 137              | 192         | Comtat Qi, Taiyuan (avui en dia Comtat Qi, Shanxi)                              | Polític                                                   | Dinastia Han            |                                                                   |
| Wang Zhong 王忠             |                               | Desconeguda      | Desconeguda | Fufeng (avui en dia Xingping, Shaanxi)                                          | General                                                   | Cao Cao                 |                                                                   |
| Wei Guan 衛瓘               | Boyu 伯玉                     | 220              | 291         | Anyi, Hedong (nord de l'actual comtat de Xia, Shanxi)                           | General, polític                                          | Dinastia Jin            | Cao Wei                                                           |
| Wei Xu 魏續                 |                               | Desconegut       | Desconegut  |                                                                                 | General                                                   | Cao Cao                 | Lü Bu                                                             |
| Wei Yan 魏延                | Wenchang 文長                 | Desconegut       | 234         | Yiyang (actualment Xinyang, Henan)                                              | General                                                   | Shu Han                 |                                                                   |
| Wen Hu 文虎                 |                               | Desconegut       | 291         | Comtat de Qiao, Pei (actualment Bozhou, Anhui)                                  | General                                                   | Cao Wei                 | Eastern Wu                                                        |
| Wen Hui 溫恢                | Manji 曼基                    | 178              | 223         | Qi County, Taiyuan (actualment comtat de Qi, Shanxi)                            | Polític                                                   | Cao Wei                 |                                                                   |
| Wen Ping 文聘               | Zhongye 仲業                  | Desconegut       | Desconegut  | Wan, Nanyang (actualment Nanyang, Henan)                                        | General                                                   | Cao Wei                 | Liu Biao, Liu Cong                                                |
| Wen Qin 文欽                | Zhongruo 仲若                 | Desconegut       | 257         | Comtat de Qiao, Pei (actualment Bozhou, Anhui)                                  | General                                                   | Eastern Wu              | Cao Wei                                                           |
| Wen Yang 文鴦               |                               | 238              | 291         | Comtat de Qiao, Pei (actualment Bozhou, Anhui)                                  | General                                                   | Dinastia Jin            | Eastern Wu, Cao Wei                                               |
| emperadriu Wu 吳皇后        |                               | Desconegut       | 245         | Chenliu (actualment Kaifeng, Henan)                                             | Emperadriu                                                | Shu Han                 |                                                                   |
| Wu Ban 吳班                 | Yuanxiong 元雄                | Desconegut       | Desconegut  | Chenliu (actualment Kaifeng, Henan)                                             | General                                                   | Shu Han                 |                                                                   |
| Wu Yi 吳懿                  | Ziyuan 子遠                   | Desconegut       | 237         | Chenliu (actualment Kaifeng, Henan)                                             | General                                                   | Shu Han                 | Liu Zhang                                                         |
| Xi Zheng 郤正               | Lingxian 令先                 | Desconegut       | 278         | Yanshi, Henan (actualment Yanshi, Henan)                                        | Polític                                                   | Dinastia Jin            | Shu Han                                                           |
| Xi Zhicai 戲志才            |                               | Desconegut       | Desconegut  | Yingchuan (actualment ciutat de Yuzhou, Henan)                                  | Conseller, polític                                        | Cao Cao                 |                                                                   |
| Xiahou Ba 夏侯霸            | Zhongquan 仲權                | Desconegut       | 259         | Comtat de Qiao, Pei (actualment Bozhou, Anhui)                                  | General                                                   | Shu Han                 | Cao Wei                                                           |
| Xiahou Dun 夏侯惇           | Yuanrang 元讓                 | Desconegut       | 220         | Comtat de Qiao, Pei (actualment Bozhou, Anhui)                                  | General                                                   | Cao Wei                 |                                                                   |
| Xiahou He 夏侯和            | Yiquan 義權                   | Desconegut       | Desconegut  | Comtat de Qiao, Pei (actualment Bozhou, Anhui)                                  | General, polític                                          | Dinastia Jin            | Cao Wei                                                           |
| Xiahou Hui 夏侯惠           | Zhiquan 稚權                  | Desconegut       | Desconegut  | Comtat de Qiao, Pei (actualment Bozhou, Anhui)                                  | General, polític                                          | Cao Wei                 |                                                                   |
| Xiahou Mao 夏侯楙           | Zilin 子林                    | Desconegut       | Desconegut  | Comtat de Qiao, Pei (actualment Bozhou, Anhui)                                  | General                                                   | Cao Wei                 |                                                                   |
| Xiahou Shang 夏侯尚         | Boren 伯仁                    | Desconegut       | 225         | Comtat de Qiao, Pei (actualment Bozhou, Anhui)                                  | General                                                   | Cao Wei                 |                                                                   |
| Xiahou Wei 夏侯威           | Jiquan 季權                   | Desconegut       | Desconegut  | Comtat de Qiao, Pei (actualment Bozhou, Anhui)                                  | General, polític                                          | Cao Wei                 |                                                                   |
| Xiahou Yuan 夏侯淵          | Miaocai 妙才                  | Desconegut       | 219         | Comtat de Qiao, Pei (actualment Bozhou, Anhui)                                  | General                                                   | Cao Cao                 |                                                                   |
| Xiang Chong 向寵            |                               | Desconegut       | 240         | Yicheng, Xiangyang (actualment Yicheng, Hubei)                                  | General, polític                                          | Shu Han                 |                                                                   |
| Xiang Lang 向朗             | Juda 巨達                     | Desconegut       | 247         | Yicheng, Xiangyang (actualment Yicheng, Hubei)                                  | Conseller, polític                                        | Shu Han                 | Liu Biao                                                          |
| Xin Pi 辛毗                 | Zuozhi 佐治                   | Desconegut       | Desconegut  | Yangzhai, Yingchuan (actualment ciutat de Yuzhou, Henan)                        | Polític                                                   | Cao Wei                 | Yuan Shao                                                         |
| Xin Ping 辛評               | Zhongzhi 仲治                 | Desconegut       | 204         | Yangzhai, Yingchuan (actualment ciutat de Yuzhou, Henan)                        | Conseller                                                 | Yuan Tan                | Yuan Shao                                                         |
| Xu Chu 許褚                 | Zhongkang 仲康                | Desconegut       | Desconegut  | Comtat de Qiao, Pei (actualment Bozhou, Anhui)                                  | General                                                   | Cao Wei                 |                                                                   |
| Xu Ci 許慈                  | Rendu 仁篤                    | Desconegut       | Desconegut  | Nanyang (actualment Nanyang, Henan)                                             | Astròleg, polític                                         | Shu Han                 |                                                                   |
| Xu Gan 徐幹                 | Weichang 偉長                 | 170              | 217         | Beihai (oest de l'actual comtat de comtat de Changle, Shandong)                 | Erudit                                                    |                         |                                                                   |
| Xu Huang 徐晃               | Gongming 公明                 | Desconegut       | 227         | Yang County, Hedong (sud-est de l'actual comtat de Hongdong, Shanxi)            | General                                                   | Cao Wei                 |                                                                   |
| Xu Kun 徐琨                 |                               | Desconegut       | Desconegut  | Fuchun, Wu (actualment Fuyang, Zhejiang)                                        | General                                                   | Sun Quan                |                                                                   |
| Xu Miao 徐邈                | Jingshan 景山                 | 171              | 249         | Guangyang (actualment Districte de Daxing, Beijing)                             | Polític                                                   | Cao Wei                 |                                                                   |
| Xu Rong 徐榮                |                               | Desconegut       | 192         | Xiangping / Xuantu, Liaodong                                                    | General                                                   | Dong Zhuo               |                                                                   |
| Xu Shao 許劭                | Zijiang 子將                  | 150              | 195         | Pingyu, Runan (actualment comtat de Pingyu, Henan)                              | Commentator                                               |                         |                                                                   |
| Xu Sheng 徐盛               | Wenxiang 文響                 | Desconegut       | Desconegut  | Ju County, Langya (actualment comtat de Ju, Shandong)                           | General                                                   | Eastern Wu              |                                                                   |
| Xu Shu 徐庶                 | Yuanzhi 元直                  | Desconegut       | Desconegut  | Yingchuan (actualment ciutat de Yuzhou, Henan)                                  | Conseller, polític                                        | Cao Wei                 | Liu Bei                                                           |
| Xu Si 許汜                  |                               | Desconegut       | Desconegut  |                                                                                 | Conseller                                                 | Lü Bu                   |                                                                   |
| Xu Xuan 徐宣                | Baojian 寶堅                  | Desconegut       | 236         | Haixi County, Guangling (actualment comtat de Guannan, Jiangsu)                 | Polític                                                   | Cao Wei                 |                                                                   |
| Xu You 許攸                 | Ziyuan 子遠                   | Desconegut       | 204         | Nanyang (actualment Nanyang, Henan)                                             | Conseller                                                 | Cao Cao                 | Yuan Shao                                                         |
| Xu Zhi 徐质                 |                               | Desconegut       | 254         |                                                                                 | General                                                   | Cao Wei                 |                                                                   |
| Xue Xu 薛珝                 |                               | 207              | 270         | Zhuyi, Pei (actualment comtat de Suixi, Anhui)                                  | General, polític                                          | Eastern Wu              |                                                                   |
| Xue Ying 薛瑩               | Daoyan 道言                   | Desconegut       | 282         | Zhuyi, Pei (actualment comtat de Suixi, Anhui)                                  | Polític                                                   | Eastern Wu              |                                                                   |
| Xue Zong 薛綜               | Jingwen 敬文                  | Desconegut       | 243         | Zhuyi, Pei (actualment comtat de Suixi, Anhui)                                  | Conseller, polític, erudit                                | Eastern Wu              |                                                                   |
| Xun Chen 荀諶               | Youruo 友若                   | Desconegut       | Desconegut  | Yingyin County, Yingchuan (actualment comtat de Xuchang, Henan)                 | Conseller                                                 | Yuan Shao               | Han Fu                                                            |
| Xun You 荀攸                | Gongda 公達                   | 157              | 214         | Yingyin County, Yingchuan (actualment comtat de Xuchang, Henan)                 | Conseller, polític                                        | Cao Cao                 | Dinastia Han                                                      |
| Xun Yu 荀彧                 | Wenruo 文若                   | 163              | 212         | Yingyin County, Yingchuan (actualment comtat de Xuchang, Henan)                 | Conseller, polític                                        | Cao Cao                 | Han Fu, Yuan Shao                                                 |
| Yan Baihu 嚴白虎            |                               | Desconegut       | Desconegut  | Wucheng County, Wu (a prop de l'actual Suzhou, Jiangsu)                         | Senyor de la guerra                                       | Yan Baihu               |                                                                   |
| Yan Gang 嚴綱               |                               | Desconegut       | 192         |                                                                                 | General                                                   | Gongsun Zan             |                                                                   |
| Yan Jun 嚴峻                | Mancai 曼才                   | Desconegut       | Desconegut  | Pengcheng (actualment Xuzhou, Jiangsu)                                          | Conseller, polític, erudit                                | Sun Quan                |                                                                   |
| Yan Liang 顏良              |                               | Desconegut       | 200         |                                                                                 | General                                                   | Yuan Shao               |                                                                   |
| Yan Pu 閻圃                 |                               | Desconegut       | Desconegut  | Anhan County, Baxi (actualment Nanchong, Sichuan)                               | Conseller                                                 | Cao Cao                 | Zhang Lu                                                          |
| Yan Rou 閻柔                |                               | Desconegut       | Desconegut  | Guangyang                                                                       | Conseller                                                 | Cao Wei                 | Yuan Shao                                                         |
| Yan Wen 閻溫                | Bojian 伯儉                   | Desconegut       | 213         | Xicheng, Tianshui (actualment Gansu)                                            | General, polític                                          | Dinastia Han            |                                                                   |
| Yan Wu 嚴武                 | Ziqing 子卿                   | Desconegut       | Desconegut  | Pengcheng (actualment Xuzhou, Jiangsu)                                          |                                                           |                         |                                                                   |
| Yan Xing 閻行               | Yanming 彥明                  | Desconegut       | Desconegut  | Jincheng (al voltant de l'actual Lanzhou, Gansu and Xining, Qinghai)            | General                                                   | Cao Cao                 | Han Sui                                                           |
| Yan Yan 嚴顏                | Xibo 希伯                     | Desconegut       | Desconegut  | Linjiang, Ba (actualment comtat de Zhong, Chongqing)                            | General                                                   | Liu Bei                 | Liu Zhang                                                         |
| Yan Yu 閻宇                 | Wenping 文平                  | Desconegut       | Desconegut  | Nan (actualment Jingzhou, Hubei)                                                | General                                                   | Shu Han                 |                                                                   |
| Yan Yu 嚴輿                 |                               | Desconegut       | 196         | Wucheng County, Wu (a prop de l'actual Suzhou, Jiangsu)                         |                                                           | Yan Baihu               |                                                                   |
| Yang Hu 羊祜                | Shuzi 叔子                    | 221              | 278         | Nancheng, Taishan (actualment comtat de Fei, Shandong)                          | General, polític                                          | Dinastia Jin            | Cao Wei                                                           |
| Yang Yi 楊儀                | Weigong 威公                  | Desconegut       | 235         | Xiangyang (actualment Xiangyang, Hubei)                                         | General, polític                                          | Shu Han                 |                                                                   |
| Yang Zuo 楊祚               |                               | Desconegut       | Desconegut  |                                                                                 | General                                                   | Gongsun Yuan            |                                                                   |
| Yu Jin 于禁                 | Wenze 文則                    | Desconegut       | 221         | Juping, Taishan (actualment Tai'an, Shandong)                                   | General                                                   | Cao Wei                 | Bao Xin, Wang Lang                                                |
| Yuan Shang 袁尚             | Xianfu 顯甫                   | Desconegut       | 207         | Ruyang, Runan (actualment comtat de Shangshui, Henan)                           | General, senyor de la guerra                              | Yuan Shang              | Yuan Shao                                                         |
| Yuan Shao 袁紹              | Benchu 本初                   | Desconegut       | 202         | Ruyang, Runan (actualment comtat de Shangshui, Henan)                           | General, polític, senyor de la guerra                     | Yuan Shao               | Dinastia Han                                                      |
| Yuan Shu 袁術               | Gonglu 公路                   | Desconegut       | 199         | Ruyang, Runan (actualment comtat de Shangshui, Henan)                           | General, polític, emperor, senyor de la guerra            | Yuan Shu                | Dinastia Han                                                      |
| Yuan Tan 袁譚               | Xiansi 顯思                   | Desconegut       | 205         | Ruyang, Runan (actualment comtat de Shangshui, Henan)                           | General, senyor de la guerra                              | Cao Cao                 | Yuan Shao, Yuan Tan                                               |
| Yuan Xi 袁熙                | Xianyi / Xianyong 顯奕 / 顯雍 | Desconegut       | 207         | Ruyang, Runan (actualment comtat de Shangshui, Henan)                           | General, senyor de la guerra                              | Yuan Xi                 |                                                                   |
| Yue Jin 樂進                | Wenqian 文謙                  | Desconegut       | 218         | Wei, Yangping (actualment comtat de Qingfeng, Henan)                            | General                                                   | Cao Cao                 |                                                                   |
| Yue Jiu 樂就                |                               | Desconegut       | 197         |                                                                                 | General                                                   | Yuan Shu                |                                                                   |
| Yue Lin 樂綝                |                               | Desconegut       | 257         | Wei, Yangping (actualment comtat de Qingfeng, Henan)                            | General                                                   | Cao Wei                 |                                                                   |
| Yufuluo 於夫羅              |                               | 150              | 196         |                                                                                 | Tribal leader                                             | Xiongnu                 |                                                                   |
| Zang Ba 臧霸                | Xuangao 宣高                  | Desconegut       | Desconegut  | Hua County, Taishan (actualment Fangcheng Town, comtat de Fei, Shandong)        | General                                                   | Cao Wei                 | Tao Qian, Lü Bu                                                   |
| Zang Hong 臧洪              | Ziyuan 子源                   | Desconegut       | 196         | Yeyang, Guangling (actualment Huai'an, Jiangsu)                                 | senyor de la guerra                                       | Zang Hong               | Zhang Chao, Yuan Shao                                             |
| Ze Rong 笮融                |                               | Desconegut       | 195         | Danyang (actualment Xuancheng, Anhui)                                           | Occultist, General                                        | Ze Rong                 | Tao Qian                                                          |
| Emperadriu Zhang 張皇后     |                               | Desconegut       | 254         | Gaoling, Pingyi                                                                 | Emperadriu                                                | Cao Wei                 |                                                                   |
| Emperadriu Zhang 張皇后     |                               | Desconegut       | 237         | Zhuo (actualment Zhuozhou, Hebei)                                               | Emperadriu                                                | Shu Han                 |                                                                   |
| Emperadriu Zhang 張皇后     |                               | Desconegut       | Desconegut  | Zhuo (actualment Zhuozhou, Hebei)                                               | Emperadriu                                                | Shu Han                 |                                                                   |
| Zhang Bao 張苞              |                               | Desconegut       | Desconegut  | Zhuo (actualment Zhuozhou, Hebei)                                               |                                                           | Shu Han                 |                                                                   |
| Zhang Bu 張布               |                               | Desconegut       | 264         |                                                                                 | General                                                   | Eastern Wu              |                                                                   |
| Zhang Cheng 張承            | Zhongsi 仲嗣                  | 178              | 244         | Pengcheng (actualment Xuzhou, Jiangsu)                                          | General, polític                                          | Eastern Wu              |                                                                   |
| Zhang Chunhua 張春華        |                               | 189              | 247         | Pinggao, Henei (actualment comtat de Wen, Henan)                                |                                                           |                         |                                                                   |
| Zhang Fei 張飛              | Yide 益德                     | Desconegut       | 221         | Zhuo (actualment Zhuozhou, Hebei)                                               | General                                                   | Shu Han                 |                                                                   |
| Zhang He 張郃               | Junyi 儁乂                    | Desconegut       | 231         | Mo County, Hejian (nord de l'actual Renqiu, Hebei)                              | General                                                   | Cao Wei                 | Han Fu, Yuan Shao                                                 |
| Zhang Hong 張紘             | Zigang 子綱                   | 153              | 212         | Guangling (avui en dia Yangzhou, Jiangsu)                                       | Assessor, polític                                         | Sun Quan                | Sun Ce, Cao Cao                                                   |
| Zhang Hu 張虎               |                               | Desconegut       | Desconegut  | Comtat Mayi, Yanmen (avui en dia Districte Shuocheng, Shuozhou, Shanxi)         | General militar                                           | Cao Wei                 |                                                                   |
| Zhang Hua 張華              | Maoxian 茂先                  | 232              | 300         | Fangcheng, Fanyang (avui en dia comtat de Gu'an, Hebei)                         | Poeta, polític, estudiós                                  | Dinastia Jin            | Cao Wei                                                           |
| Zhang Ji 張緝               | Jingzhong 敬仲                | Desconegut       | 254         | Gaoling, Pingyi                                                                 | Polític                                                   | Cao Wei                 |                                                                   |
| Zhang Ji 張既               | Derong 德容                   | Desconegut       | 223         | Gaoling, Pingyi                                                                 | General, polític                                          | Cao Wei                 |                                                                   |
| Zhang Ji 張濟               |                               | Desconegut       | 196         | Zuli, Wuwei (sud-oest of actualment comtat de comtat de Jingyuan, Gansu)        | General, senyor de la guerra                              | Zhang Ji                | Niu Fu                                                            |
| Zhang Jue / Zhang Jiao 張角 |                               | Desconegut       | 184         | Julu (actualment comtat de Pingxiang, Hebei)                                    | Rebel leader                                              | Yellow Turban rebels    |                                                                   |
| Zhang Liang 張梁            |                               | Desconegut       | 184         | Julu (actualment comtat de Pingxiang, Hebei)                                    | Rebel leader                                              | Yellow Turban rebels    |                                                                   |
| Zhang Liao 張遼             | Wenyuan 文遠                  | 169              | 222         | Mayi County, Yanmen (actualment District de Shuocheng, Shuozhou, Shanxi)        | General                                                   | Cao Wei                 | Ding Yuan, Dong Zhuo, Lü Bu                                       |
| Zhang Lu 張魯               | Gongqi 公祺                   | Desconegut       | 216         | Feng County, Pei (actualment comtat de Feng, Jiangsu)                           | Polític, religious leader, senyor de la guerra            | Cao Cao                 | Dinastia Han, Zhang Lu                                            |
| Zhang Mancheng 張曼成       |                               | Desconegut       | 184         |                                                                                 | General                                                   | Yellow Turban rebels    |                                                                   |
| Zhang Miao 張邈             | Mengzhuo 孟卓                 | Desconegut       | 195         | Shouzhang County, Dongping (actualment comtat de Yanggu, Shandong)              | Polític                                                   | Lü Bu                   | Dinastia Han, Cao Cao                                             |
| Zhang Nan 張南              | Wenjin 文進                   | Desconegut       | 222         | Hailing, Guangling (actualment Rugao, Jiangsu)                                  | General                                                   | Shu Han                 |                                                                   |
| Zhang Rang 張讓             |                               | 135              | 189         |                                                                                 | Eunuc                                                     | Dinastia Han            |                                                                   |
| Zhang Ren 張任              |                               | Desconegut       | 213         |                                                                                 | General                                                   | Liu Zhang               |                                                                   |
| Zhang Wen 張溫              | Boshen 伯慎                   | Desconeguda      | 191         |                                                                                 | Polític                                                   | Dinastia Han            |                                                                   |
| Zhang Wen 張溫              | Huishu 惠恕                   | 193              | 230         | Comtat Wu, Wu (en l'actualitat Suzhou, Jiangsu)                                 | Assessor, polític                                         | Wu Oriental             |                                                                   |
| Zhang Xiu 張休              | Shusi 叔嗣                    | Desconegut       | Desconegut  | Pengcheng (actualment Xuzhou, Jiangsu)                                          | General, polític                                          | Eastern Wu              |                                                                   |
| Zhang Xiu 張繡              |                               | Desconegut       | 207         | Zuli, Wuwei (sud-oest de l'actual comtat de Jingyuan, Gansu)                    | General, senyor de la guerra                              | Cao Cao                 | Zhang Ji, Zhang Xiu                                               |
| Zhang Yi 張翼               | Bogong 伯恭                   | Desconegut       | 264         | Wuyang, Qianwei (actualment comtat de Pengshan, Sichuan)                        | General                                                   | Shu Han                 |                                                                   |
| Zhang Yi 張嶷               | Boqi 伯岐                     | Desconegut       | 254         | Nanchong, Ba (actualment Nanchong, Sichuan)                                     | General                                                   | Shu Han                 |                                                                   |
| Zhang Yi 張裔               | Junsi 君嗣                    | 167              | 230         | Chengdu, Shu (actualment Chengdu, Sichuan)                                      | Conseller, polític                                        | Shu Han                 | Liu Zhang                                                         |
| Zhang Zun 張遵              |                               | Desconegut       | 263         | Zhuo (actualment Zhuozhou, Hebei)                                               | General, polític                                          | Shu Han                 |                                                                   |
| Zhao Fan 趙範               |                               | Desconegut       | Desconegut  |                                                                                 | Polític, senyor de la guerra                              | Zhao Fan                | Dinastia Han                                                      |
| Zhao Guang 趙廣             |                               | Desconegut       | 263         | Zhending, Changshan (sud de l'actual Zhengding, Hebei)                          | General                                                   | Shu Han                 |                                                                   |
| Zhao Hong 趙弘              |                               | Desconegut       | 184         |                                                                                 | General                                                   | Yellow Turban rebels    |                                                                   |
| Zhao Yun 趙雲               | Zilong 子龍                   | Desconegut       | 229         | Zhending, Changshan (sud de l'actual Zhengding, Hebei)                          | General                                                   | Shu Han                 | Gongsun Zan                                                       |
| Zhong Hui 鍾會              | Shiji 士季                    | 225              | 264         | Changshe, Yingchuan (actualment Changge, Henan)                                 | General, polític                                          | Cao Wei                 |                                                                   |
| Zhong Yao 鍾繇              | Yuanchang 元常                | 151              | 230         | Changshe, Yingchuan (actualment Changge, Henan)                                 | Cal·lígraf, polític                                       | Cao Wei                 | Dinastia Han                                                      |
| Zhou Qun 周群               | Zhongzhi 仲直                 | Desconegut       | Desconegut  | Langzhong, Baxi (actualment Langzhong, Sichuan)                                 | Astrologer, polític                                       | Shu Han                 | Liu Zhang                                                         |
| Zhou Tai 周泰               | Youping 幼平                  | Desconegut       | Desconegut  | Xiacai, Jiujiang (actualment comtat de Fengtai, Anhui)                          | General                                                   | Eastern Wu              |                                                                   |
| Zhou Tai 州泰               |                               | Desconegut       | Desconegut  | Nanyang (actualment Nanyang, Henan)                                             | General                                                   | Cao Wei                 |                                                                   |
| Zhou Xin 周昕               | Daming 大明                   | Desconegut       | 196         | Kuaiji (actualment Shaoxing, Zhejiang)                                          | General                                                   | Wang Lang               | Dinastia Han                                                      |
| Zhou Yu 周瑜                | Gongjin 公瑾                  | 175              | 210         | Shu County, Lujiang (actualment comtat de Shucheng, Anhui)                      | General                                                   | Sun Quan                |                                                                   |
| Zhou Yu 周喁                | Renming 仁明                  | Desconegut       | Desconegut  | Kuaiji (actualment Shaoxing, Zhejiang)                                          | General                                                   | Yuan Shao               |                                                                   |
| Zhou Zhi 周旨               |                               | Desconegut       | Desconegut  |                                                                                 | General                                                   | Dinastia Jin            |                                                                   |
| Zhu Ran 朱然                | Yifeng 義封                   | 182              | 249         | Guzhang, Danyang (actualment comtat de Anji, Zhejiang)                          | General                                                   | Eastern Wu              |                                                                   |
| Zhu Yi 朱異                 | Jiwen 季文                    | Desconegut       | 257         | Comtat de Wu, Wu (actualment Suzhou, Jiangsu)                                   | General                                                   | Eastern Wu              |                                                                   |
| Zhu Zhi 朱治                | Junli 君理                    | 156              | 224         | Guzhang, Danyang (actualment comtat de Anji, Zhejiang)                          | General                                                   | Eastern Wu              |                                                                   |
| Zhuge Dan 諸葛誕            | Gongxiu 公休                  | Desconegut       | 258         | Yangdu, Langya (actualment comtat de Yinan, Shandong)                           | General                                                   | Cao Wei                 |                                                                   |
| Zhuge Jin 諸葛瑾            | Ziyu 子瑜                     | 174              | 241         | Yangdu, Langya (actualment comtat de Yinan, Shandong)                           | General, polític                                          | Eastern Wu              |                                                                   |
| Zhuge Liang 諸葛亮          | Kongming 孔明                 | 181              | 234         | Yangdu, Langya (actualment comtat de Yinan, Shandong)                           | onseller, general, polític, regent                        | Shu Han                 |                                                                   |
| Zhuge Zhan 諸葛瞻           | Siyuan 思遠                   | 227              | 263         | Yangdu, Langya (actualment comtat de Yinan, Shandong)                           | General                                                   | Shu Han                 |                                                                   |
| Zou Jing 鄒靖               |                               | Desconegut       | Desconegut  | Changsha (actualment comtat de Xiangyin, Hunan)                                 | General                                                   | Dinastia Han            |                                                                   |
| Zu Mao 祖茂                 |                               | Desconegut       | Desconegut  |                                                                                 | General                                                   | Sun Jian                |                                                                   |
| Zuo Ci 左慈                 | Yuanfang 元放                 | Desconegut       | Desconegut  | Lujiang (al sud-oest de l'actual Comtat de Lujiang, Anhui)                      | Fangshi, taoista                                          |                         |                                                                   |
| Zuo Feng 左豐               |                               | Desconegut       | Desconegut  |                                                                                 | Eunuc                                                     | Dinastia Han            |                                                                   |